# Nikolaj Ivanovič Kibal'čič
Nikolaj Ivanovič Kibal'čič, in russo  Николай Иванович Кибальчич? e in ucraino Микóла Івáнович Кибáльчич?, Mykola Ivanovyč Kybal'čyč (Korop, 31 ottobre 1853 – San Pietroburgo, 15 aprile 1881), è stato un rivoluzionario, giornalista, scienziato e inventore russo, agente e chimico di Narodnaja volja. Ideò un progetto pionieristico di aeromobile con motore a razzo nei giorni immediatamente precedenti la morte per impiccagione, in relazione al suo coinvolgimento nell'attentato che il 13 marzo 1881 uccise lo zar Alessandro II.

## Biografia

### Storia familiare e infanzia
Ai primi del XVIII secolo, il giovane pope serbo Grigorij Kibal'čič, leader di una banda di cetnici, in fuga sulle montagne dopo una serie di rovesci subiti nel corso della guerriglia con l'esercito ottomano, emigrò con la moglie e il figlioletto Aleksandr in Ucraina. Aveva studiato teologia a Kiev e, conoscendo sia la lingua sia il territorio, poté stabilirsi nel governatorato di Černigov senza alcun problema. Da allora i Kibal'čič perpetuarono la tradizione sacerdotale e ogni generazione vide uscire dal proprio seno almeno un pope, ma non mancarono avvocati, insegnanti, ingegneri e, verso la fine del XIX secolo, perfino un archeologo, direttore del Museo delle antichità di Kiev. Era del resto, quella del religioso, una professione che offriva innegabili vantaggi, soprattutto economici. Il reddito era buono e in più il pope di una comunità riceveva un apprezzamento terriero, qualche animale da fattoria, un aiuto nelle faccende domestiche, e regali di varia natura dai fedeli in occasione delle tante festività liturgiche.
Ivan Il'ič Kibal'čič, ucraino di quinta generazione, inizialmente non volle seguire le orme del padre Il'ja, del nonno Nikita, e del bisavolo Aleksandr, e all'onere d'impartire i sacramenti preferì l'attività di maestro rurale. Era uomo dai molti interessi, che spaziavano dal canto agli scacchi, dalla lettura dei classici allo studio delle lingue, e che annoverava tra gli amici e i conoscenti intellettuali come l'editore Grebënka (1812-1848), il poeta e traduttore Kykol'nik (1809-1868), e il celeberrimo Gogol'.

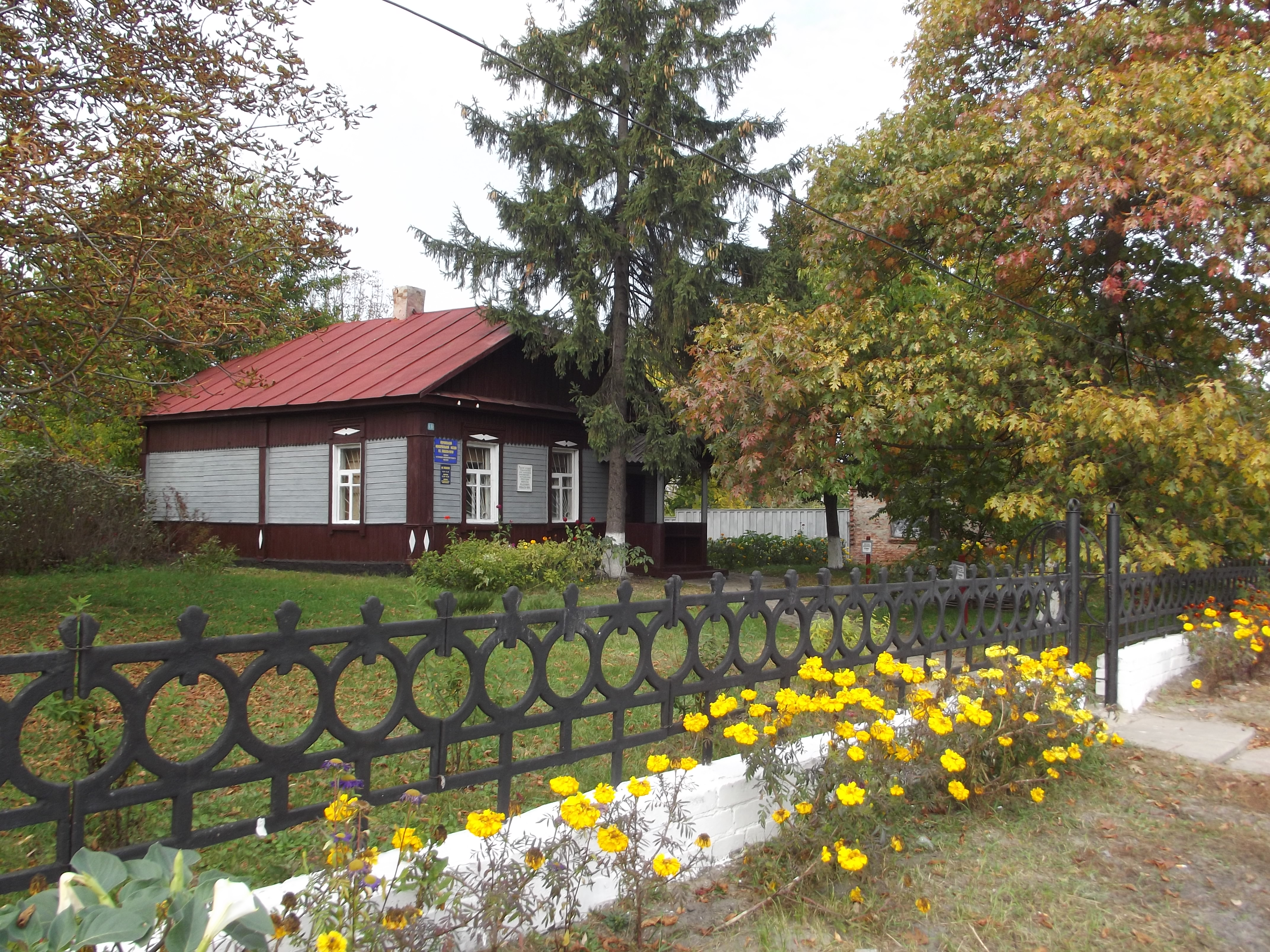
La casa natale di Kibal'čič a Korop, ora museo a lui dedicato

Frequentando a Černigov la biblioteca del suo amico intimo Pëtr Sil'čevskij, Ivan conobbe una lontana parente di questi, Varvara Maksimovna Ivanickaja, se ne innamorò e la sposò. Poiché le entrate di un maestro di campagna non erano sufficienti a consentirgli di mantenere una famiglia, si fece ordinare sacerdote e andò a svolgere il suo ministero a Korop. Qui, sul terreno che gli era stato destinato, costruì una casa in legno a un piano e di cinque stanze, che riempì presto di bambini. Nell'ordine gli nacquero: Stepan, Ol'ga, Ekaterina, Tat'jana, Fëdor, e Nikolaj, che vide la luce il 31 ottobre del 1853.
Poco tempo dopo aver messo al mondo Nikolaj, Varvara Maksimovna si ammalò di tubercolosi e, quando nel 1857 non riuscì più ad alzarsi dal letto, decise di tenere i figli a distanza per timore di contagiarli. A soffrire particolarmente la situazione che s'era venuta a creare in famiglia fu il figlio più piccolo, finché nonno Maksim, che nel corso delle ripetute visite alla figlia malata aveva stretto un forte legame con lui, non lo portò a vivere con sé a Mezin, un villaggio distante da Korop una trentina di chilometri, così da risparmiargli l'agonia della madre.
Maksim Petrovič Ivanickij era uno spirito libero, scevro da pregiudizi, e pur di restare fedele a sé stesso non esitò a sfidare la famiglia e la società, entrambe benpensanti. Brillantemente condotti a termine gli studi al seminario e in procinto di entrare all'Accademia teologica di Kiev, partì invece con una compagnia di attori itinerante. Di passaggio a Poltava, fu raggiunto dal padre che, al suo diniego di tornare a casa, si rivolse al vescovo. Costretto a cedere, Maksim accettò di impiegarsi come cantore e, più tardi, di fare il maestro a mezzo servizio nella scuola parrocchiale di recente costruzione.
Il lavoro didattico lo impostò in modo da catturare l'interesse degli allievi. Accanto alle consuete lezioni, soleva infatti introdurre argomenti legati alla vita quotidiana e chiamare alla discussione. In poco tempo a queste conversazioni cominciarono a parteciparvi i contadini anziani di Mezin, e a quel punto i temi affrontati assunsero sfumature più politiche, e inclusero i decabristi, la rivolta di Pugačëv, le poesie libertarie di Ševčenko, gli scritti satirici di Gogol'.

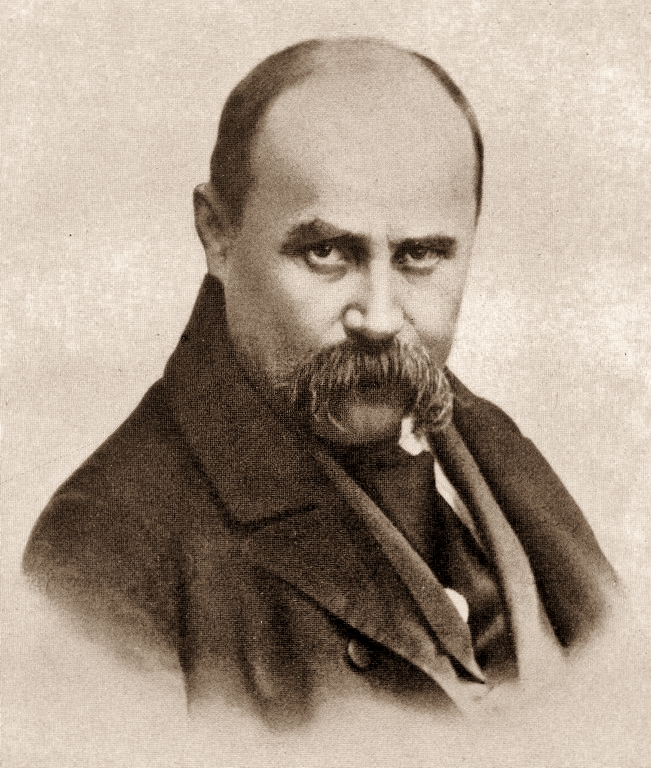
Taras Ševčenko

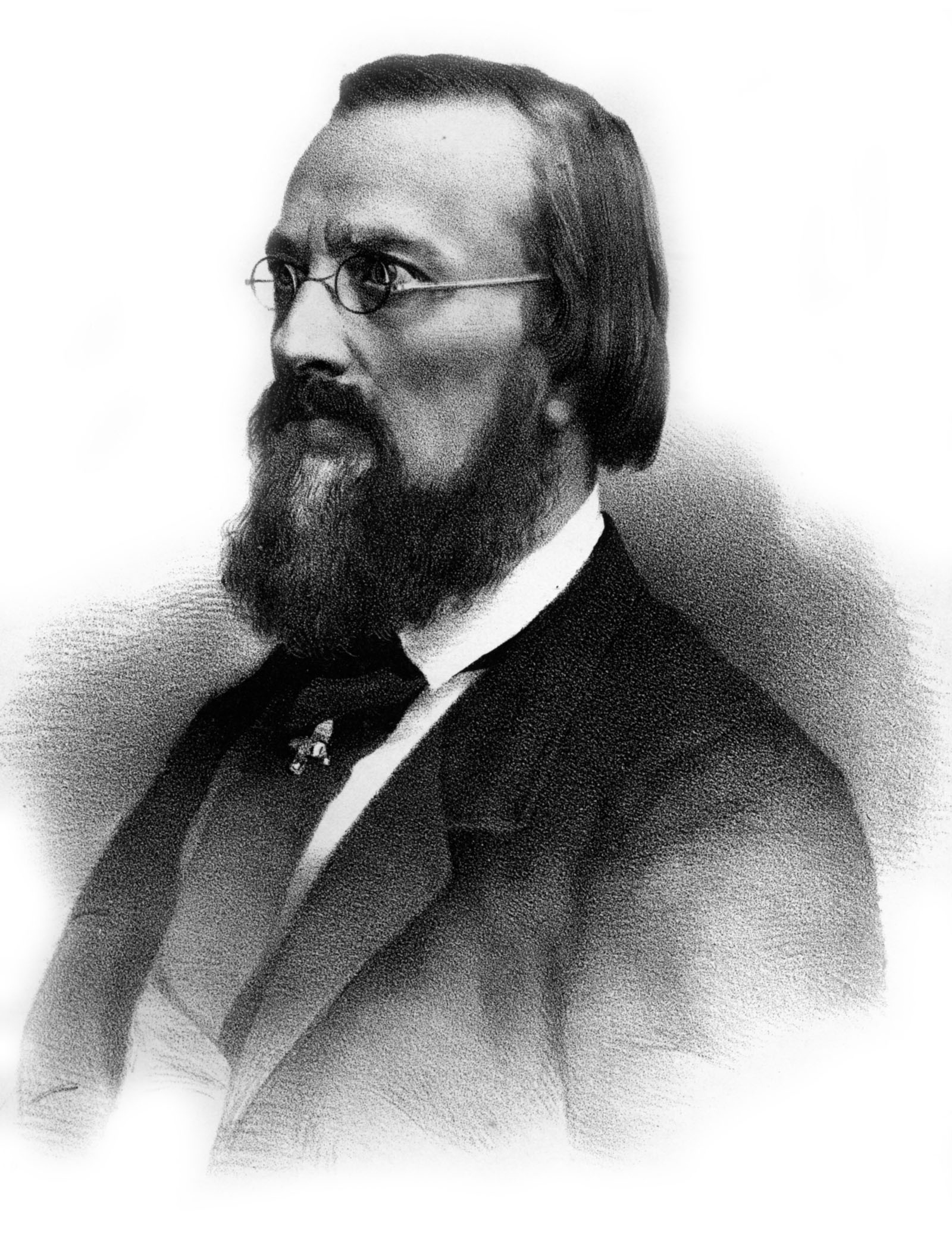
Nikolaj Kostomarov

Ivanickij aiutava come poteva gli abitanti del villaggio, che conosceva tutti per nome grazie alla formidabile memoria, e i giovani, anche per questo, lo consideravano una guida morale dall'indiscussa autorità, alternativa a quella religiosa. Un tale stato di cose non poteva permanere a lungo senza mettere in allarme il pope, depositario del potere spirituale ufficiale, che elencò al vescovo, in una lettera di biasimo, tutte le manchevolezze di Maksim, cantore e maestro troppo spesso dimentico di Dio, della Chiesa e dei Santi. Il vescovo agì immediatamente contro Ivanickij, e lo condannò a un anno di reclusione nel monastero Eleckij-Uspenskij di Kiev. Quanto alla scuola parrocchiale, nominò in sua vece la cognata del pope. La donna introdusse le punizioni corporali, e cancellò sia le chiacchierate in coda alle lezioni sia le prove del coro, divenute con Ivanickij un mezzo di diffusione di canzoni popolari dall'accento nazionalista. Al nuovo corso inaugurato nella scuola, i ragazzi risposero con l'abbandono in massa.
Maksim sarà rinchiuso in monastero ancora nel 1847, in seguito alla repressione della confraternita dei santi Cirillo e Metodio, una società segreta ucrainofila e favorevole all'abolizione della servitù della gleba fondata dallo storico Kostomarov, cui alcune lettere l'avevano associato. Ma il vescovo non si fermò qui. Approfondì la questione e, trovandola di pertinenza più poliziesca che spirituale, girò il caso di Maksim alla gendarmeria, fortunatamente senza conseguenze per Ivanickij.
Nikolaj Kibal'čič visse con suo nonno gli anni dell'infanzia, dalla fine del 1857 alla primavera del 1864. Ivanickij esercitò su di lui una grande influenza, ne curò lo sviluppo morale, intellettuale e fisico. Quando Nikolaj aveva tre anni, uno spavento preso a contatto con il fuoco — una paura destinata a scomparire — lo aveva indotto a balbettare. Maksim, non appena lo ebbe al suo fianco, si preoccupò di farlo visitare da uno specialista di Černigov che, con una terapia mirata alla rieducazione del linguaggio, lo guarì dal difetto di pronuncia, anche se la sua parlata sarebbe stata sempre lenta, un po' strascicata. Fu il nonno a insegnargli il francese, lingua cui Nikolaj era stato avviato dalla madre all'età di due anni, e il tedesco, a trattare con lui argomenti ostici da pari a pari, non ravvisando nella tenera età un ostacolo alla comprensione. E fu ancora il nonno a istruirlo nei lavori di falegnameria, nel nuoto e nella pesca, a ispirargli l'amore per la natura e le persone, a fargli toccare con mano la miseria, l'arretratezza e la sofferenza dei contadini del villaggio, relegati ai margini della vita fin da bambini.
Giunto il momento d'iscrivere Nikolaj a scuola, Ivanickij prese la dolorosa decisione di separarsi dall'amato nipote, e lo affidò a suo fratello Markel, pope al villaggio di Konjatin, volendo sottrarlo al rigoroso sistema educativo della maestra di Mezin. Ma nel volgere di qualche mese, la scuola parrocchiale assunse una nuova insegnante, una giovane donna che si lasciò consigliare da Maksim, il cui ricordo come maestro non s'era affievolito nella sparuta comunità, e l'anno successivo Nikolaj era di nuovo a Mezin, per diplomarsi nella primavera del 1864.

### Gli studi superiori
(Dmitrij P. Sil'čevskij, Il cuore d'oro di Kibal'čič, in «Nedelja» (La settimana), N°9, 4-10 marzo, 1962)

#### Il liceo
Tornò quindi a Korop dove il padre preparò lui e il suo amico d'infanzia Dmitrij, rampollo di Pëtr Sil'čevskij, agli studi superiori nel liceo di Novgorod-Severskij. Ad agosto i due ragazzi, accompagnati da Ivan Kibal'čič, erano sul posto, pronti a intraprendere l'esperienza ginnasiale. Ma pochi giorni dopo, Nikolaj assistette a un episodio di bullismo da parte di uno studente delle ultime classi ai danni di una matricola e, non tollerandolo, sferrò un pugno all'aggressore. Il preside, che non poteva sanzionare il prepotente, nipote di un ufficiale di polizia, convocò Ivan, ancora in città, e gli suggerì di ritirare dall'istituto Nikolaj di sua iniziativa, in modo da evitare l'espulsione. Ivan iscrisse allora, come esterno, il figlio alla scuola religiosa di Novhorod-Sivers'kyj e lo sistemò in un appartamento con altri studenti.
Kibal'čič integrava l'apprendimento delle discipline scolastiche — greco, latino, catechesi, liturgia, lingua russa, e aritmetica — con lo studio dei fuochi d'artificio. Lesse molto sull'argomento e presto passò dalla teoria alla pratica, divertendo, quando era in licenza, amici e parenti con i suoi giochi pirotecnici. Trascorreva le vacanze natalizie e pasquali dal padre a Korop, e quelle estive dal nonno (fino alla morte sopravvenuta intorno al 1869-1870) a Mezin. La religione, che tanto spazio aveva nella sua istruzione, divenne il fulcro delle colte conversazioni che teneva con il nonno e, meditando sulle sue logiche argomentazioni, convenne con lui che l'idea di Dio non ha un fondamento concreto.
Nel 1867 terminò la scuola religiosa e chiese al padre di poter concludere al liceo il corso di studi superiori, ma non fu accontentato e dovette continuarli al seminario teologico di Černigov. Nel frattempo i loro rapporti si erano fatti tesi. Nikolaj accusava il padre di essere un ateo travestito da credente per opportunismo, di ingannare consapevolmente i parrocchiani per avere il proprio tornaconto personale in forma di reddito, e di non aver remora ad accettare dalla povera gente che credeva alle sue parole, cibo e denaro. La rottura si produsse durante l'estate del 1869. Ivan Kibal'čič cacciò il figlio da casa con la solenne promessa che non gli avrebbe più dato un rublo, ma fu appunto questa circostanza a consentire al ragazzo di defilarsi dal seminario. In autunno, infatti, la retta non fu pagata e Kibal'čič poté tornare a Novhorod-Sivers'kyj, superare l'esame d'ammissione, iscriversi alla sesta e penultima classe e riabbracciare Dmitrij, l'amico di sempre. Ciò era stato possibile grazie ai buoni auspici di Pëtr Sil'čevskijč che, avendo caldamente raccomandato Nikolaj al maresciallo della nobiltà Sudienko come precettore dei figli, gli aveva permesso di pagarsi gli studi e garantito un alloggio nel palazzo del nobiluomo.

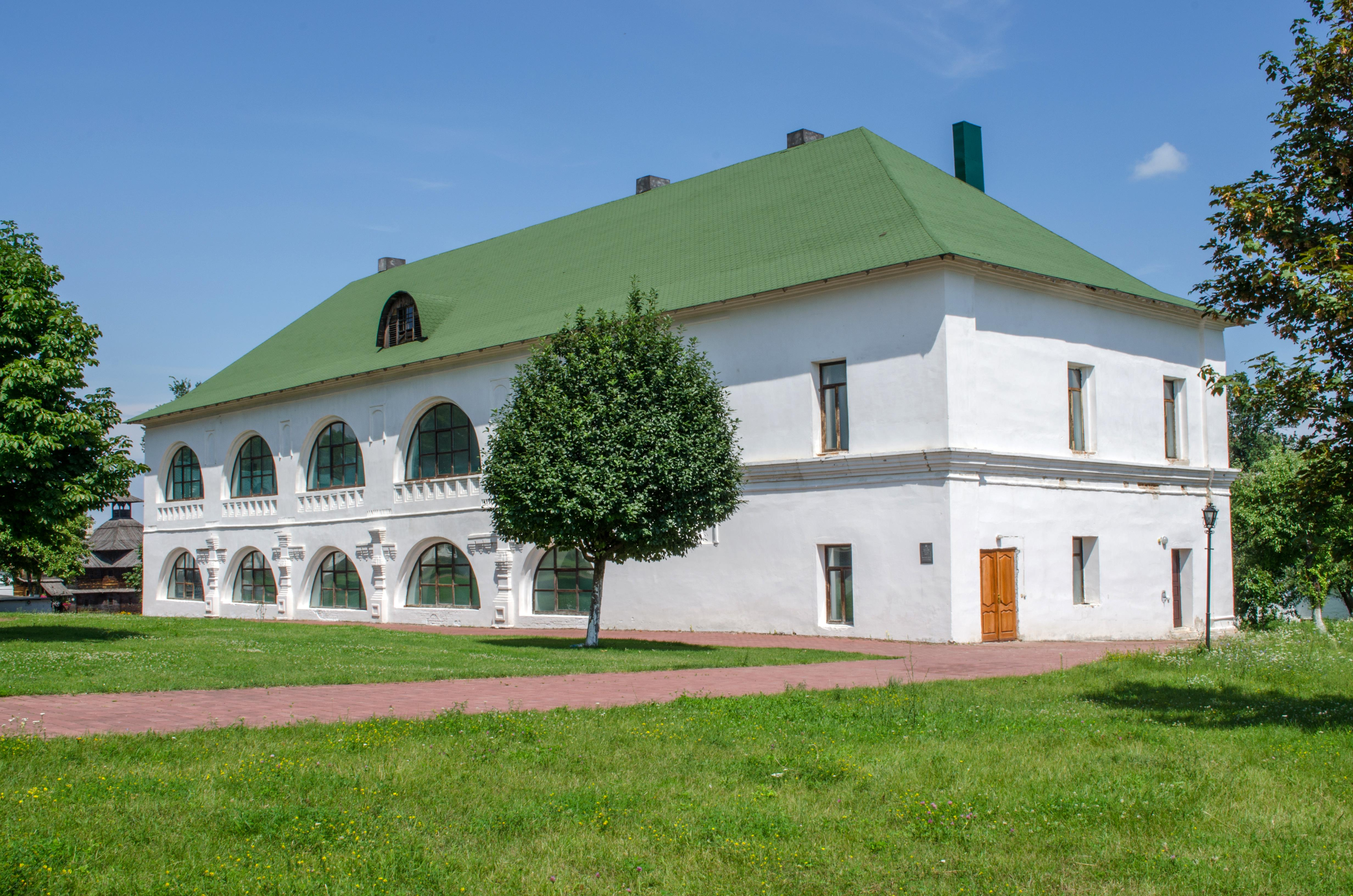
Scuola religiosa di Novgorod-Severskij

Nel liceo governava l'arbitrio dell'ispettore scolastico, che nella conduzione dell'istituto aveva sostituito il preside, alcolista cronico, e dei docenti, poco attenti alla deontologia professionale. Kibal'čič ebbe uno screzio con l'insegnante di teologia, l'arciprete Pëtr Chandažinskij. Il consiglio d'istituto aveva deciso di occupare il tempo libero degli studenti con qualcosa che potesse contrastare il dilagare delle idee radicali, e creò un circolo filosofico con la speranza che le lezioni ivi tenute li rinsaldassero nell'ortodossia. Nel corso di uno di questi incontri, Chandažinskij disse che la Terra aveva settemilatrecentosettantanove anni di vita, come sostenuto dal racconto biblico. L'affermazione indignò Kibal'čič. Si alzò in piedi e dichiarò che i musei di storia naturale esponevano le prove geologiche che la Terra esisteva da almeno qualche milione di anni. Nell'aula subentrò il caos: gli studenti spalleggiarono Kibal'čič e l'arciprete se ne andò furioso. L'episodio segnò la fine del circolo filosofico.
Il profitto di Kibal'čič, generalmente ottimo, era eccellente nelle varie branche delle scienze. Nonostante la passione infantile per i fuochi d'artificio si fosse raffreddata, non era venuto meno il suo amore per la chimica che imparò anche leggendo testi in inglese, lingua appresa da poco. Ma i libri buoni scarseggiavano, fossero di argomento scientifico o, come paventato dal consiglio scolastico, di contenuto politico e filosofico. Fu così che Nikolaj e alcuni suoi compagni organizzarono una piccola biblioteca illegale acquistando, con i loro risparmi, libri e riviste da Mosca e San Pietroburgo, in particolare scritti di Gercen, Dobroljubov, Černyševskij, Pisarev. In un primo momento custode della biblioteca fu Sil'čevskij, ma quando ci fu sentore di una perquisizione, Kibal'čič la trasferì nella sua stanza a casa di Sudienko. Alla vigilia del passaggio in settima classe, fu anche direttore del giornale studentesco, una rivista illustrata che usciva manoscritta all'incirca due volte al mese, e che univa la satira sugli insegnanti meno amati a serie analisi storico-sociali.
Più o meno in quel periodo si ricompose la frattura con il padre. Ivan Kibal'čič aveva seguito le vicende del figlio attraverso l'amico Sil'čevskij e Sudienko, e appreso che era benvoluto da tutti per le sue grandi qualità umane: generosità, gentilezza, onestà, umiltà. Era poi riuscito a cavarsela bene anche da solo e dimostrato di possedere un'intelligenza fuori del comune. Orgoglioso di ciò, Ivan scrisse al figlio una lunga lettera nella quale lo pregava di dimenticare il passato e di tornare a casa nel periodo estivo. Nikolaj gli rispose di non poterlo accontentare, essendo impegnato con i piccoli Sudienko, e di essere felice per la ripresa dei contatti tra loro.
L'ultimo anno al liceo fu caratterizzato da due episodi che misero in risalto, più di quanto non fosse avvenuto in passato, l'altra faccia della natura serafica di Kibal'čič, il suo essere pronto a tutto pur di soddisfare l'alto senso di giustizia che lo animava. Il padre di un condiscepolo, Slišenko, aveva rifiutato al professore di storia e geografia, Bezmenov, che abusava del suo incarico per avere prestiti dalle famiglie degli allievi, un credito da trecento rubli. Il vendicativo insegnante aveva allora smesso d'interrogare Slišenko, con l'evidente proposito d'impedirgli l'ammissione agli esami finali. La faccenda era risaputa, ma fu Kibal'čič durante una lezione a gridare sdegnato a Bezmenov che, invece di essere un modello d'onore e rispettabilità per i suoi studenti, era un campione di bassezza morale. Nella sonnacchiosa Novhorod-Sivers'kyj, il gesto di Kibal'čič fu subito di dominio pubblico e già si sussurrava che sarebbe stato espulso. Sennonché, il maresciallo della nobiltà Sudienko espresse apertamente la sua stima per il coraggio di Nikolaj, e questo giudizio ebbe un peso decisivo, assieme al fatto che era sotto accusa lo studente migliore del liceo, nel consigliare ai docenti riuniti in assemblea, nonostante i pareri contrari di Bezmenov e Chandažinskij, di punire l'«insolenza» di Kibal'čič con una simbolica settimana di isolamento.
Il secondo episodio vide Kibal'čič schiaffeggiare un poliziotto che per strada aveva picchiato, senza alcuna ragione, un contadino. Il reato era perseguibile con la prigione o la Siberia se fosse giunto in tribunale, ma il padre, avvisato per tempo da Sil'čevskij, mise a tacere lo scandalo ungendo la polizia con una grossa mazzetta. La scuola si sentì in dovere di rispondere alla nuova bravata di Kibal'čič e gl'inflisse una seconda settimana d'isolamento. Fu a causa di questi due eventi che Kibal'čič lasciò il liceo con una medaglia d'argento, in luogo di quella d'oro che avrebbe ampiamente meritato.

#### I due indirizzi universitari

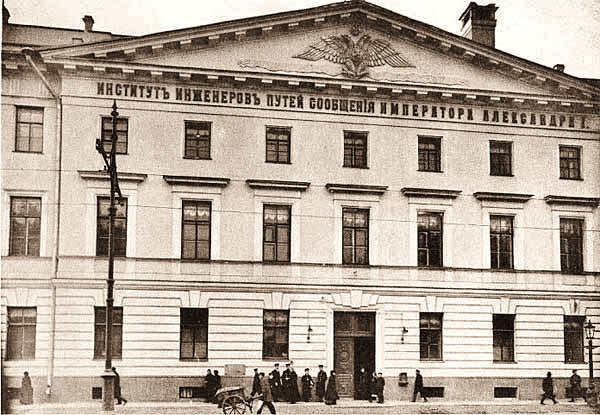
L'Istituto d'Ingegneria ferroviaria

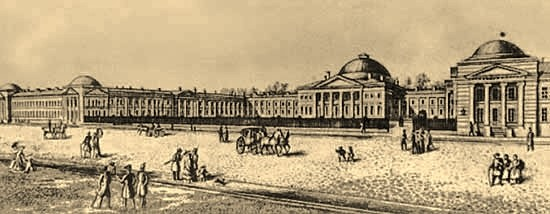
L'Accademia medico-chirurgica in un'incisione dei primi anni del XIX secolo

Conseguito il diploma, nel luglio 1871, Kibal'čič andò in visita dai parenti e sostò anche a Peči, dal padrino Ivan Zen'kov. Ekaterina Zen'kova aveva allora quattordici anni e Nikolaj la conosceva da quando erano bambini, ma ora, rivedendola donna fatta, se ne innamorò. Lei lo ricambiava e il padre della ragazza non si dimostrò contrario a una loro unione allorché Nikolaj avesse terminato gli studi a San Pietroburgo presso l'Istituto d'Ingegneria ferroviaria. Era questo l'indirizzo accademico che il giovane aveva scelto, motivato dal desiderio di essere protagonista in un settore che avrebbe recato grande giovamento al popolo e al paese. L'estensione della rete ferroviaria avrebbe infatti eliminato dalla Russia le aree selvagge, espanso l'istruzione, sviluppato le forze produttive e ridotto il divario con l'Occidente.
L'ingresso all'Accademia era libero solo per i figli dei nobili, degli alti funzionari e dei ricchi mercanti; i giovani rappresentanti delle altre classi dovevano sostenere un esame d'ammissione. Kibal'čič fece domanda il 23 agosto del 1871, diede e superò l'esame, ma stranamente il suo nome non comparve nella lista dei centottanta posti assegnati che avevano passato la selezione. Fu necessario l'interessamento degli insegnanti che lo avevano esaminato, meravigliati dal livello della sua preparazione, perché gli giungesse notifica dell'avvenuta ammissione. Quell'anno s'iscrisse all'Accademia pure Osinskij, futuro leader del movimento rivoluzionario del sud e tra i primi ad abbracciare il terrorismo, che, in quanto nobile, era stato accettato per diritto di nascita. I due si conobbero e fecero amicizia.
Inizialmente Nikolaj visse a casa della sorella Tat'jana, che era stata educata a San Pietroburgo e aveva sposato un avvocato di solide convinzioni reazionarie, ma poi stanco delle discussioni con il cognato, preferì vivere da solo. Studente dotato, ottenne in qualche mese la riduzione delle tasse e l'esenzione dalla frequenza obbligatoria alle lezioni.
Nel maggio del 1873, quando avrebbe dovuto cominciare il terzo anno, Kibal'čič si rese conto che da quell'ambiente, saturo di carrieristi e corrotti, non potevano venire benefici al popolo, e che lui sarebbe stato di certo più utile alle persone seguendo l'esempio del fratello Stepan, che era medico militare. Il 27 settembre, pertanto, s'immatricolò presso l'Accademia medico-chirurgica, la quale era effettivamente un luogo pervaso da spirito democratico e frequentato da esponenti dei ceti inferiori, non di rado vicini o magari integrati al movimento rivoluzionario. Kibal'čič v'incontrò Popov (1851-1908), fu presenza abituale nei circoli studenteschi, e affinò la sua ideologia populista con lo studio dell'economia politica.

### Il decisivo 1875: matrimonio sfumato e arresto
Nell'estate del 1874, alla ricerca di un nuovo impiego come precettore, dopo la chiusura del suo rapporto di lavoro con i figli di Sudienko passati al liceo, Kibal'čič prese servizio a Ničegovka, in casa del pope Andrej Kostenickij che conosceva attraverso gli Zen'kov, per essere sposato con la sorella maggiore di Katja, Marija Ivanovna.
Il contatto con un gruppo di giovani populisti della vicina cittadina di Kozelec, lo condusse spesso in angoli sperduti della lussureggiante campagna dei dintorni, a leggere e commentare pagine di letteratura proibita. Quelle che erano all'apparenza gite fuori porta di un'allegra compagnia di giovanotti, impensierirono però il sospettoso Kosteneckij. Una sera il cocchiere del pope, sodale di Nikolaj, lo avvisò che nella proprietà del padrone c'era la polizia e si nascose in petto un libro illegale che l'incauto maestro stava leggendo. Si scoprì poi che era stato Kosteneckij a sollecitare la perquisizione e che simili ricerche avevano coinvolto anche i domicili di altri intervenuti ai convegni agresti, ma senza che le forze dell'ordine fossero riusciti a dimostrare l'esistenza di un'attività illecita. Prima di partire da Ničegovka, Kibal'čič commise l'imprudenza di apostrofare Kosteneckij con l'epiteto di «Giuda con la tonaca», approccio poco diplomatico che il religioso non gli avrebbe perdonato. Nikolaj si recò quindi a Peči da Katja, si sentì rinfocolato nei suoi sentimenti e, tornato a Korop, chiese al padre di iniziare a discutere con Zen'kov i preparativi del matrimonio.
Nella primavera del 1875 Katja si diplomava alla scuola diocesana, al cospetto del vicario Serapion e di suo nipote Konstantin. Il giovane s'innamorò a prima vista della ragazza, dall'attraente figura alta e slanciata, e pregò lo zio di presentare a Zen'kov formale domanda di matrimonio. La situazione si faceva ingarbugliata e Zen'kov, per prendere le opportune contromisure, chiese e ottenne, in ragione della giovane età della figlia, un anno di tempo. Il problema era che Nikolaj e Katja, come tutti, per sposarsi avevano bisogno del permesso ecclesiastico, di pertinenza del vicario diocesano, ma era manifesto che a causa di Konstantin, Serapion non lo avrebbe mai concesso. La soluzione che Ivan Zen'kov e Ivan Kibal'čič pensarono fiduciosi di adottare, per neutralizzare il rifiuto di Serapion e quello successivo del vescovo che avrebbe espresso la sua solidarietà al vicario, consisteva nel rivolgersi a Pobedonoscev, procuratore del Santo Sinodo e buon amico del marito di Tat'jana Ivanovna. L'avvocato Petrov, benché provasse antipatia per il cognato, si sarebbe certo mosso secondo le attese della famiglia. Il piano avrebbe avuto buone probabilità di successo se fosse rimasto segreto il legame tra Kibal'čič e Ivan Zen'kov, equiparato dal codice burocratico religioso a un rapporto padre-figlio, il che rendeva inammissibile il matrimonio come incestuoso. Purtroppo così non fu. La richiesta di consenso alle nozze, inoltrata a luglio, fu rigettata alla fine del mese con la motivazione che comportava l'inutilità di eventuali ricorsi: la «consanguineità spirituale». Era stato il pope Kosteneckij a informare Serapion che Nikolaj Kibal'čič era il figlioccio di suo suocero, Ivan Zen'kov.

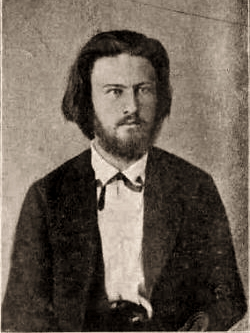
Nikolaj Kibal'čič

Il 2 giugno del 1875 Kibal'čič, prima di andare dal padre a Korop, s'era fermato da suo fratello Stepan che aveva acquistato una tenuta a Žornišče. Dopo tre settimane aveva invitato un compagno d'università e con lui s'era appassionato alla vita del villaggio. Come dirà al processo, accarezzava l'idea di «andare nel popolo», ma sembra che dal fratello non avesse intenzione di fare propaganda. Ciò nonostante, lui e il suo amico diedero da leggere a due lavoranti della tenuta di Stepan, l'attendente Grigorij Ivašenko e l'ex soldato Vasilij Pritul, il racconto «La storia di quattro fratelli e le loro avventure», versione popolare della rivolta di Pugačëv, scritta da Kropotkin e Tichomirov, e stampata a Ginevra nel 1873. Il possesso e la distribuzione di questo libretto era considerato un crimine contro lo Stato, eppure alla partenza dei due studenti, il 31 luglio, fu lasciato avventatamente nel villaggio e poté transitare di mano in mano, finché non capitò in quelle di un contadino agiato che lo consegnò al pope. Di lì a poco, attraverso una serie di ulteriori passaggi, finì sulla scrivania del capo della gendarmeria di Kiev, il maggiore generale Pavlov, che avviò l'inchiesta per stabilire chi lo avesse diffuso a Žornišče.
Kibal'čič lasciò Korop il 29 agosto e il 2 settembre era a San Pietroburgo. Si trovò un appartamento sul Lungo Neva, nel quale fino al 17 ottobre visse anche un suo compagno di studi, Trofimenko. Il 22 del mese accettò di nascondere nel suo alloggio un imballo di letteratura proibita. Il giorno successivo, l'ispettore dell'Accademia medico-chirurgica lo avvertì che la polizia stava facendo domande su di lui. S'incontrò allora con Popov e lo portò con sé verso casa. Era evidente dal traffico di carrozze e di persone per la strada che i gendarmi erano nell'appartamento, ma Kibal'čič non pensò a fuggire perché era in attesa di Trofimenko — avulso dal movimento rivoluzionario — e non voleva che fosse coinvolto.
La perquisizione fruttò la scoperta di vario materiale illegale:
- «Vperëd» (Avanti), il giornale diretto da Lavrov: 719 copie;
- «Ricordando il secolo di Pugačëv», uno scritto di Lavrov del 1874: 89 copie;
- «Programma operaio» di Lassalle, opuscolo pubblicato nel 1862: 12 copie;
- «Lettere senza indirizzo», opera del 1862 di Černyševskij: 7 copie;
- «Il racconto del centesimo», una favola di Kravčinskij (1852-1895) stampata in Svizzera nel 1874: 3 copie;

e, tra le altre cose, degna della nostra attenzione è una traduzione manoscritta de il «Manifesto del Partito Comunista», differente dall'unica a quel tempo disponibile in Russia, a cura di Bakunin e uscita dalla tipografia del «Kolokol» nel 1869, e dunque non poteva essere un lavoro di ricopiatura. Nel 1963, in occasione del 115º anniversario dalla pubblicazione del Manifesto, il manoscritto sarà riconosciuto come una traduzione originale e dal grande pregio letterario di Nikolaj Kibal'čič.
Arrestato il 23 ottobre, Kibal'čič fu portato in un vano della Terza sezione e torchiato sull'identità dell'altro studente che era con lui a Žornišče. Nikolaj non rispose e a tutt'oggi resta un mistero il nome del suo compagno. La polizia credette per un momento che fosse Nikolaj Tjutčev (1856-1924), anch'egli studente all'Accademia medico-chirurgica, e lo mise a confronto con Kibal'čič. Tjutčev, nel tracciare le condizioni fisiche in cui lo vide, scrive che era «pallido come un lenzuolo», aveva lo «sguardo assente», «grosse gocce di sudore» gli bagnavano il viso, e la camicia era tutta sgualcita. L'11 novembre, di notte, Kibal'čič fu messo su un treno diretto a Kiev per essere rinchiuso, in attesa di processo, nella fortezza Luk'janovskaja.

### Gli anni in prigione
(Dichiarazione di Kibal'čič al processo per i fatti del 1º marzo 1881, in «Byloe», №4-5, 1918)

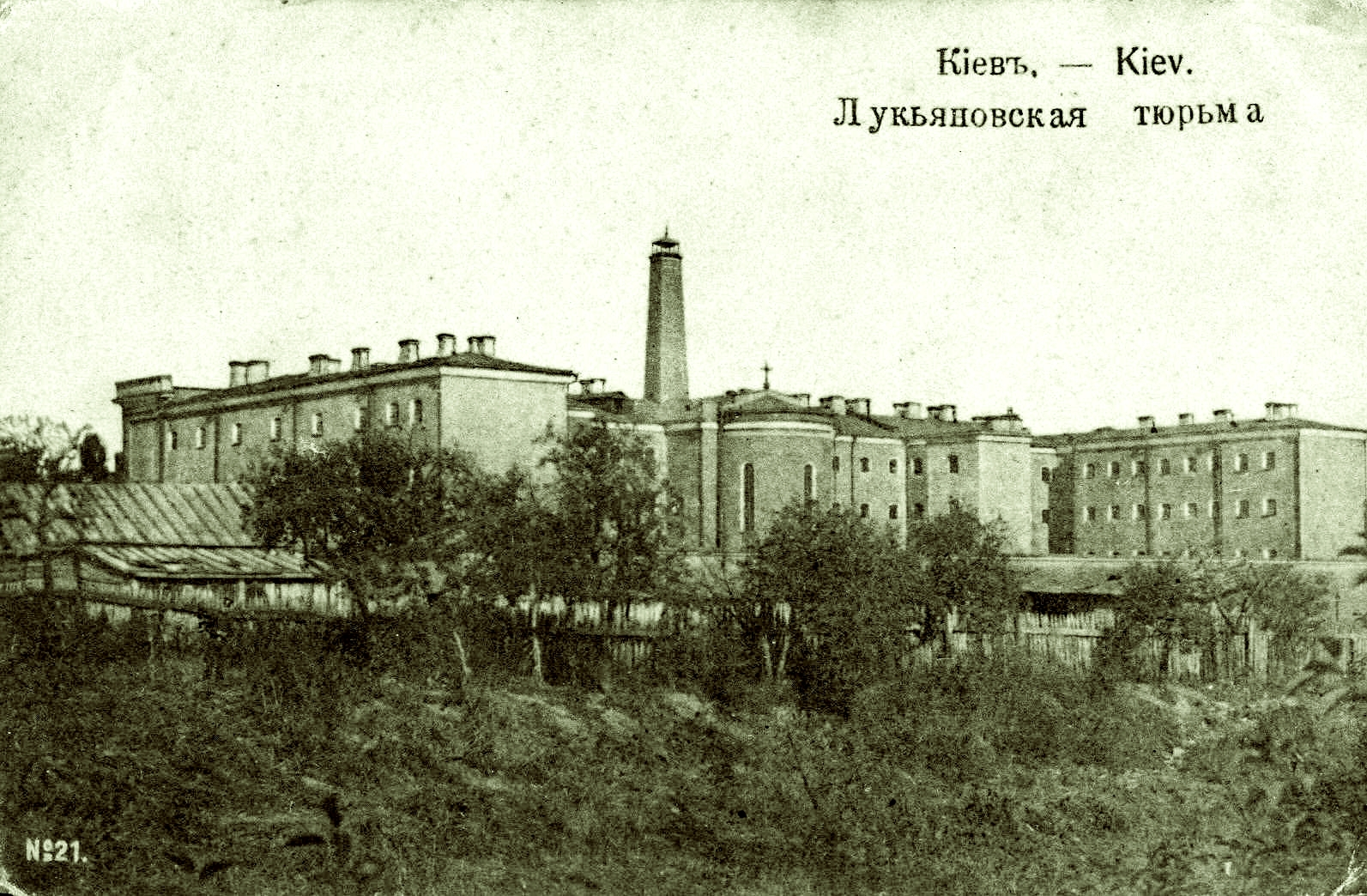
La prigione Luk'janovskaja a Kiev

Kibal'čič visse in isolamento per più di un anno, poi gli fu concesso il permesso di aprire la finestra e un compagno in cella con cui parlare. Aveva comunque sfruttato la gran quantità di tempo a disposizione per portarsi avanti con lo studio della medicina e raggiungere la perfetta padronanza dell'inglese. Le indagini della polizia non si erano intanto interrotte e i vecchi testimoni, tra i quali il fratello Stepan e Pritul, furono richiamati a deporre, senza che l'accusa riuscisse a dimostrare con certezza che a Žornišče ci fosse stata una deliberata attività illecita.
Solo nella primavera del 1877 Kibal'čič poté rivedere i parenti e Katja. La ragazza gli disse che lo avrebbe seguito dovunque il destino l'avesse portato, ma Nikolaj ormai stava maturando la scelta drastica di darsi interamente alla lotta contro il dispotismo e non pensava fosse giusto imporle la sua decisione.
Il 17 agosto del 1877, Kibal'čič presentò un esposto al ministro della Giustizia in cui esortava l'apertura del suo processo dopo ventidue mesi di carcere preventivo, e si difendeva. In esso spiegava di essere vittima di una catena di sfortunate circostanze e che il capo d'imputazione, secondo cui avrebbe dato l'opuscolo al contadino a fini propagandistici, non poteva reggere a un'attenta disamina. Se avesse voluto far propaganda, perché limitarsi a un solo libro? Ne avrebbe portati con sé un centinaio, sapendo che davanti alla legge uno o cento erano la stessa cosa, ma almeno così poteva fare un serio lavoro rivoluzionario. Inoltre, chi faceva propaganda affidava il materiale scottante a persone conosciute e, per precauzione, non lo abbandonava sul posto, mentre lui avrebbe fatto proprio questo. La ragione di tanta palese sconsideratezza era che, evidentemente, non conosceva il soggetto del racconto, capitato tra quelli che aveva messo in valigia, di sicuro preso a San Pietroburgo, assieme a svariati altri, da uno studente a caso con cui accadeva di scambiarsi i libri. Se poi lo aveva consegnato a un contadino era perché l'innocente titolo suggeriva fosse una fiaba, cioè un testo accessibile alla comprensione di una persona poco colta.
Quanto alla letteratura proibita rinvenuta sotto il suo letto, Kibal'čič si discolpava ricordando che la padrona di casa aveva dichiarato di aver spazzato la camera il giorno precedente la perquisizione, e di non aver trovato nulla. La balla era stata nascosta dunque nelle ore successive, forse di notte, in sua assenza. «Qualcuno dei miei amici... viene da me e, non trovandomi in casa, senza cerimonie, spinge l'involto sotto il letto... Quando mi hanno chiesto chi tra i miei amici poteva averlo fatto, naturalmente ho rifiutato di rispondere... qualunque uomo onesto lo avrebbe fatto...». Infine, lo stesso giorno dell'arresto, all'Accademia medico-chirurgica, l'ispettore Peskov lo aveva avvisato che la polizia stava indagando su di lui e gli aveva pure consigliato di andare via. Ebbene, non lo aveva fatto. Era invece tornato a casa, e anche se dalla strada aveva visto che poliziotti e gendarmi erano dentro, non si era dileguato. «Se sapevo che nella mia stanza c'erano prove incriminanti... avrei cercato con ogni probabilità di sfuggire all'arresto... Non ritenendomi colpevole di nulla, sono tranquillamente entrato nell'appartamento e ho fornito le mie generalità». Nelle ultime righe della sua istanza, Kibal'čič non negava di provare interesse per le questioni politiche e per le idee dei socialisti, al modo tuttavia, precisava, di «ogni cittadino russo istruito», e chiedeva di essere inviato al fronte, nel conflitto con la Turchia da poco scoppiato, come soldato o assistente medico. La lettera non fu confortata da una risposta.

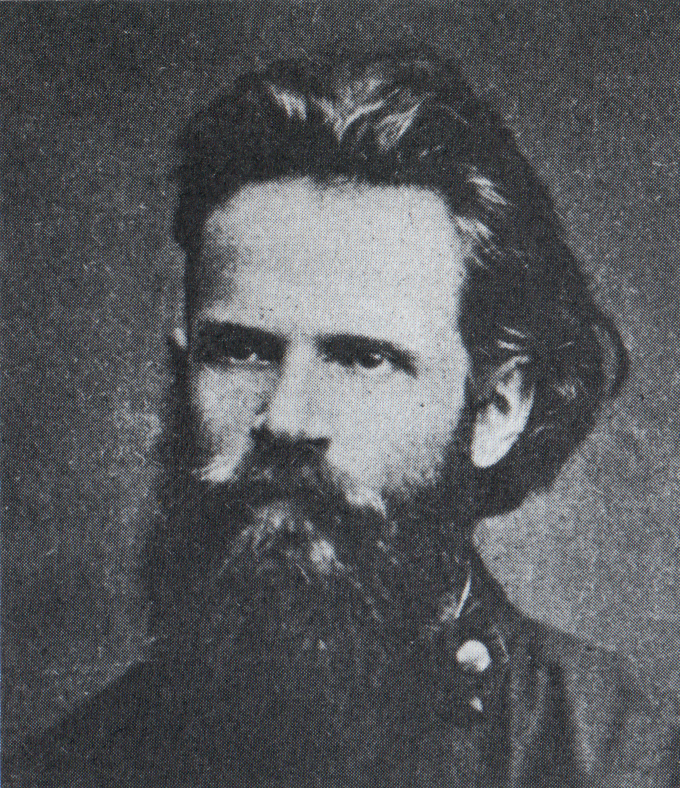
Lev Dejč

Il 19 settembre 1877, Lev Dejč veniva rinchiuso nella prigione Luk'janovskaja e presto trasferito nello stesso corridoio in cui stava Kibal'čič. E quando il rivoluzionario Michail Frolenko riuscì nell'intento di farsi assegnare come guardia in questa stessa area per preparare l'evasione di Dejč e dei suoi compagni, Jakov Stefanovič (1854-1915) e Ivan Bochanovskij (1848-1917), i contatti tra i due uomini divennero più frequenti e poterono stabilire un sodalizio destinato a durare.
I tre erano stati arrestati per aver tentato di provocare una sollevazione contadina nel distretto di Čigirin, con un falso documento firmato dallo zar, in cui Alessandro II asseriva che la sua ferma volontà di distribuire equamente la terra ai «fedeli contadini», era stata osteggiata dalla nobiltà, e chiamava i defraudati ex servi a formare delle milizie clandestine, pronte a insorgere a un suo segnale. Era inevitabile che il segreto, noto a centinaia di contadini, fosse prima o poi divulgato, magari da un contadino ubriaco o in confessionale, e così la mistificazione che era stata tenuta in piedi per oltre un anno, era naufragata.
Dejč riferì a Kibal'čič che la nuova frontiera nella guerra contro i rappresentanti del governo era la dinamite, e che i rivoltosi stavano lavorando al modo migliore di impiegarla. Kibal'čič stette ad ascoltare «con interesse». In origine era stato un seguace della linea morbida predicata da Lavrov, ossia credeva che la rivoluzione in Russia sarebbe stata possibile unicamente dopo aver diffuso tra il popolo l'ideale socialista con la parola, ma ora cominciava a ritenere la propaganda uno strumento di lotta utile a rinviare il necessario rivolgimento socio-economico a un futuro remoto, e in ogni caso il governo lo rendeva impraticabile. Era insomma un mezzo obsoleto, che costava troppo in termini di sacrifici, e fruttava poco o nulla sotto il profilo del proselitismo. Occorrevano metodi più spregiudicati, e Kibal'čič convenne con Dejč che la dinamite avesse grandi potenzialità.
In estate Kibal'čič aveva avviato, tramite il suo difensore, le pratiche per ottenere la libertà su cauzione. Si trattava di versare non meno di cinquecento rubli — importo che si era impegnato a pagare Lizogub — e la disponibilità di un parente a farsi garante. Ma il padre non stava bene e il fratello cui era più legato, Stepan, era in guerra, così l'avvocato Ol'chin gli prospettò l'ipotesi di un matrimonio formale con Elena Andreevna Kestel'man, un'agente di «Zemlja i Volja». La domanda di matrimonio, inoltrata a giugno, fu rigettata in autunno, dopo essere stata visionata da Alessandro II. Allora KIbal'čič scrisse al padre, non sapendo che era morto già da dieci giorni per un colpo apoplettico. Ivan Il'ič aveva 68 anni.

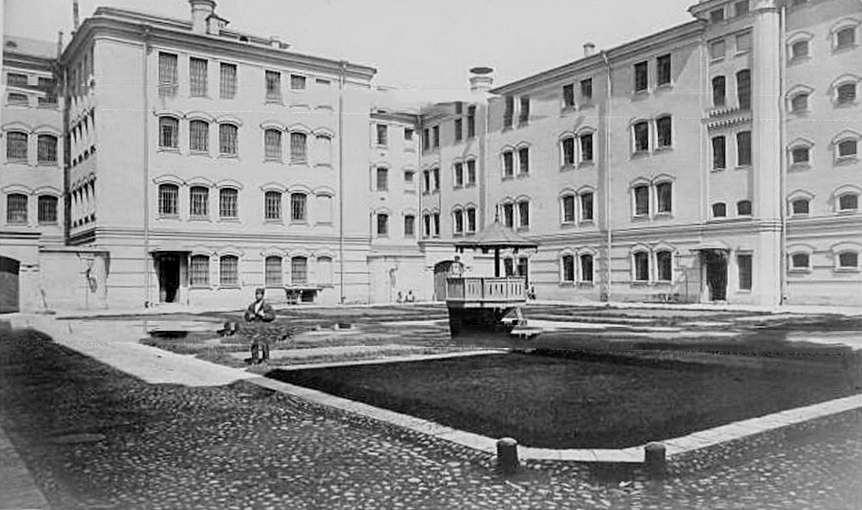
La Casa di detenzione preventiva a San Pietroburgo

Finalmente, nel febbraio del 1878, pervenne a Kibal'čič la notizia che il suo caso sarebbe stato dibattuto alla presenza del senato il prossimo 13 maggio, e meno di un mese dopo era a San Pietroburgo, nella Casa di detenzione preventiva, che al momento ospitava gli imputati al processo dei 193, in corso dal 30 ottobre.
Questo penitenziario, inaugurato il 13 agosto del 1875 e progettato per custodire settecento persone, spendeva solo cinque centesimi al giorno per alimentare i suoi ospiti. Lo scandalo era noto alle associazioni filantropiche, che assicuravano un vitto più sostanzioso ai detenuti con generose donazioni all'amministrazione carceraria. Non c'erano invece rimedi per le pessime condizioni igieniche. Nelle celle, piccole e dal soffitto basso, la circolazione dell'aria era insufficiente, e la puzza che fuoriusciva dalle latrine comunicanti, soffocante, ma i prigionieri, quasi tutti politici, per loro mezzo facevano giungere la propria voce ai compagni, ed erano contenti così.
Al processo, Kibal'čič fu condannato a un mese di carcere, a pagare le spese processuali, che ammontavano a 101 rubli e 61 copechi, e a un anno di sorveglianza speciale. La sentenza fu letta il 25 maggio e stavolta gli fu concessa la libertà dietro cauzione. Il 17 giugno un documento ufficiale dichiarava che la pena era stata espiata.

### L'affiliazione al movimento rivoluzionario
(Michail R. Popov, Memorie di uno di "Zemlja i Volja", Mosca, 1933, p. 75)
Rimesso in libertà, Kibal'čič fu ospitato in casa della madre di un propagandista assolto al processo dei 193, che dava asilo anche ad altri giovani implicati in attività rivoluzionarie, o vicine agli ambienti illegali. Pochi giorni dopo tornò a Korop, visitò la tomba del padre, e salutò per sempre Katja. Le recenti vicissitudini e la coscienza lo obbligavano a combattere la barbarie autocratica e a separarsi da lei. Non aveva scelta. La sua richiesta di poter riprendere gli studi di medicina, gli era stata rifiutata per due volte, e poi lo aveva promesso in una lettera, scritta nell'ultimo periodo della prigionia, a Ekaterina Breško-Breškovskaja (1844-1934), che era stata condannata a cinque anni di lavori forzati: «Vi do la mia parola che tutto il mio tempo, tutte le mie forze, li consacrerò al servizio della rivoluzione. Mi dedicherò alla scienza, che avrei voluto per me, e la darò ai compagni, perché ogni loro sforzo possa tradursi nel beneficio maggiore sulla strada della rivoluzione. Può anche darsi che serviranno anni di duro lavoro per acquisire le competenze necessarie, ma non voglio rinunciare fino a che non mi sarò convinto di aver raggiunto lo scopo».

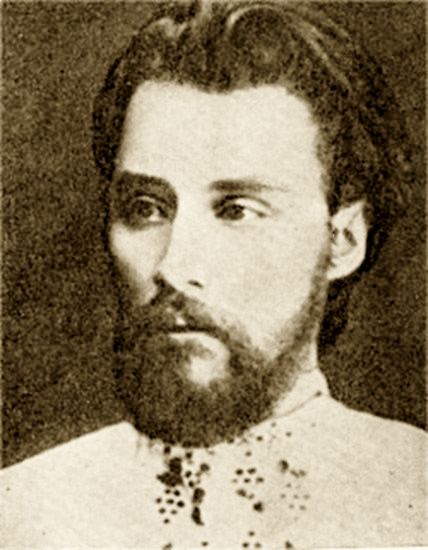
Aleksandr Kvjatkovskij

In luglio Kibal'čič rientrò a San Pietroburgo, si mantenne scrivendo per qualche giornale, e lesse tutto ciò che poté trovare in russo, tedesco, francese e inglese sugli esplosivi. Quindi fece nel suo appartamento i primi esperimenti e, lavorando anche per quindici ore al giorno sotto costante pericolo di uno scoppio accidentale, riuscì a produrre piccole quantità di nitroglicerina. Sicuro ora di poter «armare la rivoluzione», non aveva però, a causa degli anni trascorsi in carcere, nessun legame con i membri più attivi del partito, e in questa emarginazione visse anche dopo la pugnalata di Kravčinskij che uccise Mezencov il 16 agosto, quando, per timore di essere espulso in via amministrativa come indesiderato, entrò in clandestinità con il nome di Vasilij Agateskulov. Sottoposto a sorveglianza e non più reperibile, fu ricercato da ottobre, ma a Mosca, dove con uno stratagemma aveva fatto credere di essere fuggito, mentre non s'era mosso da San Pietroburgo e viveva adesso a casa di I. A. Golovin, uno dei fondatori del giornale zemlevolec «Načalo» (l'Inizio), sempre immerso nello studio e nella preparazione degli esplosivi.
Solo nella primavera del 1879 il suo amico Tjutčev lo presentò ad Aleksandr Kvjatkovskij. Kibal'čič ebbe modo finalmente di esporre i risultati dei suoi promettenti esperimenti a uno dei principali rappresentanti di «Zemlja i Volja». Kvjatkovskij, il quale apparteneva alla corrente favorevole al terrorismo politico e già supportata da una formazione volta al medesimo obiettivo indicato da Kibal'čič, la «Svoboda ili smert'», (Libertà o morte), fu felice d'affiancarlo agli altri due tecnici del gruppo: Širjaev, che ne era il leader e si era specializzato in elettrotecnica all'estero, e Isaev, ex studente di matematica e fisica. L'organizzazione, come appendice operativa di una fazione interna a «Zemlja i Volja», ebbe vita breve. Ai primi di settembre, a scissione compiuta degli elementi ancora fautori della propaganda nelle campagne raccoltisi nel «Čërnyj peredel», la «Svoboda ili smert'» non ebbe più ragione d'esistere e divenne tutt'uno con «Narodnaja volja».
Il ruolo ricoperto da Kibal'čič nel movimento rivoluzionario, fu alquanto versatile. Era di certo, e principalmente, il capo tecnico di «Narodnaja Volja», il suo chimico più esperto e ingegnoso, ma i rivoluzionari abili erano pochi e le perdite considerevoli, così anche Kibal'čič fu chiamato a imprese sul campo. Inoltre, uomo di raffinata erudizione, continuò a fare attività pubblicistica, sia legale, sui giornali di tendenza liberale, che illegale, sull'organo di partito per cui seppe formulare la più chiara ed efficace sintesi teorica della sua politica. Eppure, ufficialmente, non fu mai membro del «Comitato esecutivo», anche se conosceva tutti i suoi membri e partecipava alle riunioni.

### Il chimico
(Dichiarazione di Kibal'čič al processo per i fatti del 1º marzo 1881, in «Byloe», № 4-5, 1918)
«Svoboda ili smert'», tra il maggio e il giugno del 1879, produsse dinamite nella casa sicura al vicolo Baskov, gestita da Isaev e da Anna Jakimova. Le risorse iniziali, ventimila rubli, furono un omaggio di una componente del gruppo che, quasi subito allontanatasi dal movimento rivoluzionario, col suo gesto aveva permesso l'allestimento del laboratorio chimico.
Verso la fine del 1878, Kibal'čič era entrato in contatto con Aleksandr Filippov (1857- dopo 1934), capo artigliere nella fabbrica chimica Ochtinskij (la direzione era affidata ai militari), fatta costruire da Pietro il Grande, e per suo tramite aveva potuto leggere copie e traduzioni degli ultimi libri sugli esplosivi pubblicati in Europa, — ma non in patria — e analizzare la composizione di alcuni campioni di dinamite. La nitroglicerina in Russia era stata sintetizzata nel decennio 1854-1864 dall'ingegnere militare Petruševskij (1829-1891) e dal chimico Zinin, insegnante privato di Nobel. La fabbrica conservava i primi tentativi fatti da Nobel intorno al 1859 per stabilizzare la pericolosa sostanza, unendovi qualcosa che solidificasse il liquido oleoso e ne impedisse la dilatazione con la diminuzione della temperatura. Studiandoli, Kibal'čič scoprì che nel composto c'era solo un quarto di nitroglicerina, e che quindi la potenza esplosiva era molto contenuta. Nel 1867, quando Nobel brevettò la dinamite, la percentuale di nitroglicerina aveva superato il 70%, e Kibal'čič, nel suo laboratorio casalingo riuscì a fare altrettanto, e a soverchiare il 90% quando nel 1880-1881 produrrà la cosiddetta «gelatina esplosiva». La dinamite era poi testata in aree disabitate lontane da San Pietroburgo, e talvolta KIbal'čič si spingeva fino in Finlandia.

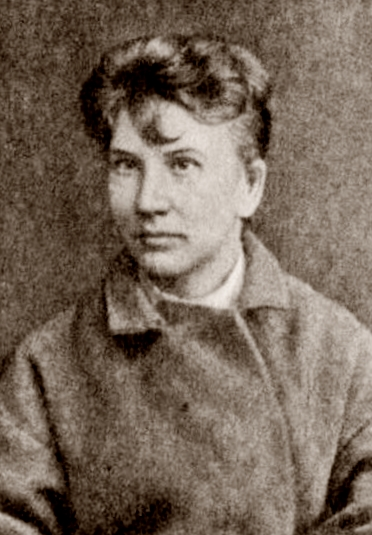
Anna Jakimova

Lo scopo dichiarato di «Narodnaja volja» era decapitare l'autocrazia per fare, in seguito alla confusione che — così credevano i suoi dirigenti — avrebbe paralizzato il governo e alla ritrovata fede del popolo nel successo della rivoluzione, le riforme democratiche, e da lì realizzare, attraverso l'Assemblea costituente, il completo sovvertimento socio-economico del paese. In tribunale Kibal'čič dirà che, sul principio, aveva visto nel terrorismo la clamorosa manifestazione del legittimo diritto all'autodifesa dei socialisti perseguitati, ma che poi gli era parso — a lui come pure al partito — la forma di lotta più idonea ad assicurare «l'emancipazione politica ed economica» delle masse. E la dinamite era l'arma designata a condurre questa lotta spaventosa, il simbolo della raggiunta «maturità» del movimento rivoluzionario, perciò tutti e sette gli attentati progettati per uccidere Alessandro II, anche se a essere eseguiti furono soltanto tre compreso quello che l'uccise, prevedevano il suo uso.
In luglio il laboratorio fu trasferito in un'abitazione sul vicolo Troickij, tenuto dalla Jakimova e da Širjaev, dove Kibal'čič fu coadiuvato anche da Gartman (1850-1913). Ai primi di settembre i lavori furono spostati sul Nevskij prospekt. L'appartamento era eccellente per il genere di attività che doveva essere praticata, con vie di fuga e gli edifici circostanti più bassi in modo che occhi indiscreti non potessero scorgere nulla dalle finestre. Alla fine del mese, erano stati confezionati all'incirca novantasei chilogrammi di dinamite, una quantità creduta sufficiente per mettere a segno il piano di assassinare lo zar facendo saltare in aria il treno imperiale durante il viaggio di rientro nella capitale da Livadija, in Crimea. Non volendo lasciare nulla al caso furono presi in considerazione tre possibili itinerari, e individuati i tratti della linea ferroviaria da minare a Odessa, nell'eventualità più accreditata che Alessandro preferisse evitare i sentieri accidentati di montagna e approdare in Ucraina via mare, Aleksandrovsk, e Mosca.
Le autorità riuscirono a strappare il velo di mistero che avvolgeva «Narodnaja volja» proprio dopo questo triplice piano, ma in realtà risoltosi nell'unico tentativo di Mosca, per di più fallito, e non solo per aver fatto brillare la dinamite, in conformità con le informazioni ricevute, al transito del convoglio che conduceva il personale di servizio, mentre lo zar si trovava su quello precedente. Se anche non si fosse verificato l'errore, lo zar non sarebbe morto lo stesso, perché l'attacco non provocò vittime sul treno colpito, in ragione dello scarso quantitativo di esplosivo utilizzato. Ne aveva forse avuto sentore il coordinatore dell'operazione, Michajlov, che quando fu tramontata l'opzione di Odessa per il maltempo, aveva inviato sul posto Gol'denberg (1855-1880) a prendere una partita di dinamite, lì divenuta inutile. Ma Gol'denberg fu arrestato alla stazione di Elizavetgrad con l'esplosivo nella valigia, e poi, abilmente ingannato, parlò illudendosi di salvare così i compagni dal patibolo.
Gli inquirenti fecero esaminare centocinquanta grammi della dinamite che Gol'denberg aveva con sé dagli esperti, e risultò che l'esplosivo era composto per il 68,8% da nitroglicerina, l'1,7% da alcol etilico, e il 29,5% da carbonato di magnesio, come stabilizzante. Nel novembre del 1880, in occasione del processo ai 16, il generale capo del laboratorio chimico dell'Accademia per artiglieri, dichiarò che la dinamite usata a Mosca aveva la medesima miscela di quella di Odessa e che era di ottima qualità.
Sembra che Kibal'čič abbia iniziato a valutare l'idea di costruire piccole bombe ai primi del 1880, all'epoca in cui il tentativo di Chalturin, volto a distruggere la sala da pranzo del Palazzo d'Inverno posta al primo piano minando il sotterraneo, non era riuscito. La dinamite, evidentemente ancora una volta insufficiente, aveva distrutto il locale che alloggiava i soldati di guardia, ma la forza d'urto non si era spinta molto oltre e la sala da pranzo aveva subito danni lievi. Buona parte dell'esplosivo usato al Palazzo d'Inverno era stato preparato dalla «Svoboda ili smert'», affidato a Kvjatkovskij da Kibal'čič in partenza per Odessa, e poi passato a Chalturin. Il resto fu approntato da Kibal'čič e dai suoi collaboratori nel nuovo laboratorio sulla Bol'šaja Pod'jačevskaja, che restò operativo fino a settembre e vide cimentarsi con formule e provette pure Željabov, nei ritagli di tempo. La casa era intestata ai coniugi Eremeev, cioè Isaev e la Jakimova, che accoglievano da loro una «parente povera», la «cugina» Tat'jana Lebedeva (1854-1886).

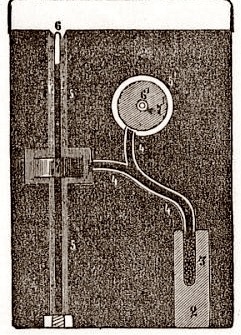
Il corpo interno del proiettile di Kibal'čič secondo il rapporto ufficiale relativo al regicidio:
6) Fiala di vetro
5) Cilindro di ottone
7) Peso di piombo
4) Stoppino
3) Detonatore con fulminato di mercurio
2) Detonatore con nitroglicerina e fulmicotone
6') Seconda fiala di vetro
7') Secondo peso di piombo

I due successivi attacchi contro lo zar non furono attuati. Il primo, pianificato a Odessa tra aprile e maggio, contemplava di scavare e minare un tunnel nel retrobottega di un negozio di alimentari messo su dai coniugi Prochorovskij, Sof'ja Perovskaja e Nikolaj Sablin (1849-1881), fino al centro della via Ital'janskaja, percorsa dalla carrozza dello zar per raggiungere dalla stazione il molo, e qui imbarcarsi sul suo panfilo. Il tentativo fu abbandonato dopo soli tre giorni perché Alessandro II aveva anticipato la partenza, ma intanto era costato a Isaev la perdita di tre dita della mano sinistra, trinciate dal fulminato di mercurio, un precipitato sensibile agli urti, generalmente usato per gli inneschi. Allora fu deliberato che lo zar sarebbe morto nella capitale. A luglio si pensò di far saltare il ponte Kamennyj attraversato dallo zar quando, diretto a Carskoe Selo, si recava alla stazione. Furono deposti sul fondale circa trentadue chili di dinamite avvolti in quattro cuscinetti di guttaperca, legati a un filo la cui estremità era stata fissata sotto una zattera ormeggiata. La messa in scena prevedeva che Makar Tetërka (1853-1883) portasse un cesto di patate da lavare nel canale, sotto l'arco del ponte e che Željabov collegasse i fili, ma Tetërka giunse tardi all'appuntamento. I narodovol'cy non poterono recuperare la dinamite, tuttavia la polizia, quando un anno dopo la recuperò, constatò che la miccia era perfettamente asciutta e utilizzabile.
L'ultimo laboratorio nel quale lavorò Kibal'čič fu impiantato in un appartamento sulla linea del lungofiume, all'angolo con lo Zabal'kanskij prospekt. Nikolaj era il padrone di casa, la Jakimova si fingeva sua moglie, e Fani Morejnis (1859-1937), la serva. Un analogo sforzo intrapreso con Christina Grinberg era stato abbandonato. La Grinberg e Isaev si erano registrati come marito e moglie. Il passaporto di Isaev era il duplicato di quello di un capitano di fanteria in pensione che viveva da qualche parte nel Caucaso. Pochi giorni dopo, quando era venuto il momento di trasferirsi nell'appartamento deputato all'impresa, per un contrattempo accorso a Isaev, sopraggiunse Kibal'čič. Il materiale necessario per la produzione della dinamite era stato sistemato e il lavoro, iniziato, quando il falso capitano ricevette un messaggio dal distretto militare di San Pietroburgo con l'ordine di comparire in sede, il giorno dopo a mezzogiorno, per rendere conto del fatto di non aver dato comunicazione del cambio di domicilio. C'era il pericolo che al distretto qualcuno conoscesse il vero capitano, Grigorij Aleksandrov, ma, d'altra parte, se Kibal'čič non si fosse presentato, sarebbe andato perduto tutto il materiale, impossibile da sgomberare in un giorno. Ne occorrevano almeno tre per non allarmare il portiere con i troppi andirivieni, così Kibal'čič decise di rischiare, e si espose. Con estrema tranquillità si scusò per l'inconveniente arrecato, promise che non si sarebbe ripetuto, e guadagnò il tempo che serviva per liquidare il laboratorio. Il pericolo, scoprirono in seguito i narodovol'cy, era stato davvero grande, giacché il capitano Aleksandrov aveva lasciato il Caucaso e si era trasferito nel villaggio di Krasnoe, a una ventina di chilometri da San Pietroburgo.
E vennero i preparativi per il colpo decisivo, quello che avrebbe eseguito la condanna a morte di Alessandro II, emessa dal «Comitato esecutivo» il 6 settembre 1879, con il proiettile esplosivo realizzato da Kibal'čič.
La cartuccia, il cui involucro di stagno consisteva in un barattolo di caramelle, pesava due chili e mezzo ed era lunga poco più di diciannove centimetri. All'interno, in un cilindro di ottone, saldato alla base e riempito con clorato di potassio, zucchero, e antimonio, era inserita una fialetta di acido solforico sigillata alle estremità. Le pareti laterali del cilindro si allargavano al centro a formare due alette, per ospitare un peso di piombo. L'aletta più vicina all'asse centrale del cilindro presentava un foro al quale era allacciato lo stoppino, isolato in un guscio e impregnato di acetato di piombo e clorato di potassio. L'altro capo dello stoppino confluiva nel detonatore, formato da un piccolo vaso, sempre d'ottone, pregno di fulminato di mercurio, a sua volta incuneato in un largo cilindro a U, saturo di nitroglicerina e fulmicotone. La parte vuota della cartuccia, infine, conteneva un chilo di gelatina esplosiva, un tipo potente di dinamite. La miscela di Kibal'čič combinava il 92% di nitroglicerina, (ottenuta dalla sintesi di glicerina, acido solforico e acido nitrico), il 7% di pirossilina, (nitrocellulosa con una percentuale di almeno l'11% di azoto), e l'1% di canfora. La presenza della canfora, uno stabilizzante molto forte che assicura un alto livello di sicurezza, è il motivo per cui Kibal'čič adoperò un detonatore a doppia carica. Un altro accorgimento che prese, questo per avere la certezza che la provetta di vetro si sarebbe rotta da qualunque lato fosse caduta la cartuccia, fu di immettervi un secondo tubo d'ottone, in posizione trasversa, munito di peso di piombo e fiala con acido solforico.
Ecco cosa accadde quando il proiettile fu lanciato: la fiala di vetro, colpita dal peso di piombo, si ruppe; l'acido solforico, riversatosi nella miscela di clorato di potassio, zucchero e antimonio, prese fuoco; lo stoppino bruciò e la fiamma si propagò al detonatore, che da ultimo innescò l'esplosione della massa gelatinosa.

### Il pubblicista
(Dichiarazione di Kibal'čič al processo per i fatti del 1º marzo, in «Byloe», № 4-5, 1918)

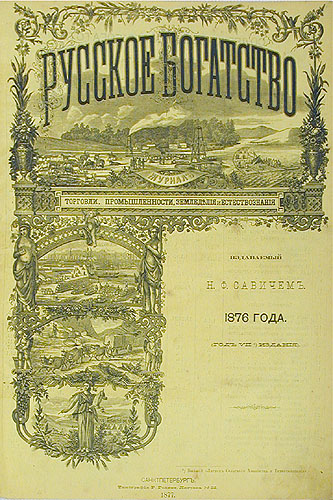
Frontespizio della rivista «Russkoe bogatstvo»

Probabilmente se Kibal'čič non fosse stato travolto dalla passione politica, avrebbe affiancato allo studio delle scienze, la professione giornalistica. Possedeva vasta cultura, una memoria straordinaria e facilità di scrittura, perciò collaborò volentieri con la stampa legale, naturalmente quando gli oneri della militanza rivoluzionaria gliene lasciavano il tempo. Viveva, benché modestamente, con i guadagni del lavoro letterario, e c'è da supporre che non furono poche le pagine da lui pubblicate, sebbene questo sia a tutt'oggi un terreno inesplorato.
Il tipografo di «Narodnaja volja», Nikolaj Buch (1853-1934), rivela nelle sue memorie che nel 1879 Kibal'čič era il responsabile dei servizi esteri per un foglio di cui non ricorda il nome, e che gli capitò di vederlo subissato da riviste francesi e inglesi, dalle quali i suoi pezzi traevano spunto. Ma sappiamo che Kibal'čič già dal suo arrivo nella capitale aveva frequentato le redazioni dei giornali. Inoltre, tra il 1880 e il 1881, con lo pseudonimo di «Samojlov», scrisse articoli di sociologia, di storia e di economia politica, in uno stile elegante e sobrio che aveva il dono di rendere di immediata comprensione i concetti più ostici, per lo «Slovo» (la Parola), il «Mysl'» (il Pensiero), la «Novoe obozrenie» (la Nuova rivista) e, secondo il letterato populista Ivančin-Pisarev (1849-1916), anche recensioni, non firmate, per il «Russkoe bogatstvo».
Lo scrittore Ieronim Jasinskij (1850-1931), collaboratore dello «Slovo» fin dalla sua fondazione nel 1878, e della «Novoe obozrenie», così descrive Kibal'čič nella sua autobiografia: «Samojlov era un giovane uomo sui ventisette anni, di media statura. Indossava un cappotto nero, biancheria inamidata, e la cravatta, secondo la moda europea. Non era pretenzioso ma piuttosto distinto, era educato e umile. Trasudava indifferenza. Era come se in lui ci fosse qualcosa che al tempo stesso affascinasse e ripugnasse. Aveva la fronte alta, la barba, e i capelli, pettinati all'indietro, erano lisci e spessi. Il viso, affusolato, era molto pallido, e su quel viso cereo, spiccavano due occhi scintillanti e severi, coi quali guardava fisso davanti a sé, in silenzio. Parlava poco».
Kibal'čič, costretto a fingere, si divertiva a sembrare molto più moderato dei suoi colleghi pubblicisti, e una volta in una riunione, mentre c'era chi invocava la Costituzione e il rovesciamento dello Stato monarchico, lui, che stava lavorando al proiettile esplosivo, con «un sorriso impercettibile» dichiarò che al popolo la Carta non era poi tanto necessaria. Dopo il 13 marzo, quale non fu la sorpresa di questi signori nell'apprendere la vera identità del freddo, distaccato Samojlov!

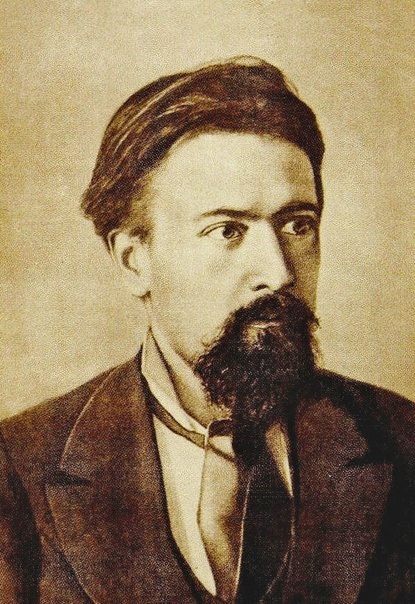
Nikolaj Kibal'čič nell'autunno-inverno 1880

L'autentico Kibal'čič si rivelò nel № 5 di «Narodnaja volja», datato 17 febbraio 1881, dove comparve uno scritto firmato anch'esso con uno pseudonimo, Aleksandr Dorošenko, non per ragioni di segretezza quanto perché i socialisti non dovevano scadere nell'individualismo, intitolato La rivoluzione politica e il problema economico, che offriva alla lotta intrapresa dal «Comitato esecutivo» una solida base ideologica. L'articolo fu poi ripubblicato nel «Listok Narodnoj voli» (il Foglio volante di Narodnaja volja).
Lo scopo che il partito si affannava a raggiungere era di una difficoltà mostruosa. Si trattava di «fare quanto ovunque in Europa è già stato realizzato da tempo, non dai partiti socialisti, ma da quelli borghesi. Proprio per questo non un solo partito socialista in Europa ha da sostenere una lotta tanto pesante quanto la nostra e offrire tante vittime quanto noi». L'ambivalenza dell'obiettivo chiedeva di studiare la questione politica in rapporto con la struttura economica, e viceversa. Sul nesso tra economia e politica, le varie correnti socialiste si erano pronunciate negli ultimi anni, dando risposte che prese tutte assieme si potevano ascrivere a tre scuole di pensiero.
La prima era espressione di quanti assegnavano alla politica un'importanza esagerata, tale da «produrre qualsiasi trasformazione economica si volesse», attraverso provvedimenti governativi che presupponevano la completa «sottomissione dei cittadini o dei sudditi dal basso». Era questa l'opinione dei «giacobini» di Tkačëv, e tra i non russi di Dührig, secondo cui la violenza, cioè l'atto di sopraffazione che decide le posizioni di comando e quelle di dipendenza, è il fatto fondamentale della storia, mentre l'elemento economico è l'effetto che nasce da essa. Questa opinione sarà ripresa da Lev Tichomirov allorché, sulla rivista legale mensile «Delo», scriverà che «per la società, il dato di fatto della violenza tra gli individui è un elemento più importante della produzione».
La seconda era rappresentata da quei socialisti che facevano propria la tesi opposta e non riconoscevano influenza alcuna, «negativa o positiva, delle forme politiche sui rapporti economici». Kibal'čič aveva qui in mente il «Čërnyj peredel» e il suo dirigente emigrato in Svizzera, Georgij Plechanov. Costoro si richiamavano a Marx, ma la loro interpretazione nel senso di un economicismo assoluto della sua tesi, «vera sostanzialmente», era una forzatura che conduceva «a conseguenze pratiche assurde». La storia era disseminata di prove che stavano a dimostrarlo, e si poteva partire da quanto lo stesso Marx aveva scritto ne La guerra civile in Francia a proposito della Comune di Parigi, definita «la forma politica finalmente trovata nella quale deve realizzarsi l'emancipazione economica del lavoro». Nel 1793, la Convenzione introdusse anch'essa delle riforme economiche, per quanto non abbastanza incisive. «Perché — scrive Kibal'čič — la Convenzione non requisì ai proprietari privati la terra e le fabbriche e non le consegnò all'uso collettivo del popolo? Certo non perché la soluzione del problema economico sia in genere estranea alla forma politica, ma perché a quel tempo la questione sociale non era ancora assurta in vetta alla storia». Individuato il limite storico della Convenzione, Kibal'čič spiega che, invece, nel 1848 la ragione del mancato rivolgimento sociale fu che il proletariato parigino non era inquadrato in «una forte organizzazione con un definito programma economico e politico», né aveva «leader onesti e decisi alla sua guida», di modo che la «rivoluzione che ebbe inizio con la caduta di Luigi Filippo, non portò a profondi cambiamenti nel sistema economico della Francia». La storia della Russia non faceva eccezione. Il capitalismo era stato originato dallo Stato autocratico che sottraeva milioni di rubli «dal patrimonio popolare» per finanziare la «nascente borghesia». E le insurrezioni contadine, da cosa erano state scatenate? Non dalla miseria, ma sempre da un motivo collegato alla «sfera statale o amministrativa: un falso zar, un usurpatore, ... o una qualche violazione d'una legge (quale il popolo l'intende)».

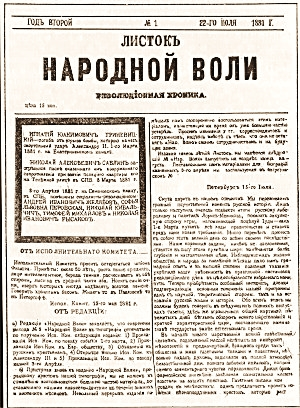
Il primo numero del secondo anno di pubblicazione del «Listok Narodnoj Voli», 22 luglio (3 agosto) 1881. Il sottotitolo è: Cronaca rivoluzionaria

La posizione nella quale la «Narodnaja volja» si riconosceva era la terza, «sintesi di queste due opinioni unilaterali», che ammetteva l'interdipendenza organica «dei fattori economici e politici» e sosteneva che «né il rivolgimento sociale si può realizzare senza determinate trasformazioni politiche, né inversamente le libere istituzioni politiche possono stabilirsi senza una determinata preparazione storica nella sfera economica». Tuttavia, solo il fattore politico poteva imprimere una certa direzione al corso degli eventi, accelerare il cammino della storia e provocare il crollo, «grazie a un vittorioso movimento popolare» dell'ordinamento economico esistente. Ciò non significa che la prevalenza data alla politica sull'economia crei una convergenza con il giacobinismo, giacché diversamente da Tkačëv, i narodovol'cy non pretendevano di fare la rivoluzione «per il popolo, senza il popolo», ma ritenevano indispensabile la sua diretta partecipazione e il pronunciamento della sua volontà nell'elezione dei propri rappresentanti all'Assemblea costituente. Solo che il popolo era sfiduciato e occorreva spronarlo. Il partito rivoluzionario doveva creare appunto le condizioni per il suo risveglio.
Qualche pagina addietro, Kibal'čič aveva detto che «il movimento contadino anche più esteso, nonostante tutti gli sforzi compiuti dal partito per appoggiarlo e organizzarlo, non può aver ragione di un nemico centralizzato e ottimamente armato se non gli infliggerà duri colpi nei centri nevralgici della sua potenza materiale e militare». Era la giustificazione teorica del regicidio, pur in presenza di un largo seguito popolare (che i narodovol'cy in realtà non avevano), e la sottolineatura di come, per assistere all'evento rivoluzionario, il popolo e il partito, che ne difendeva gli interessi, dovessero agire insieme. Il popolo, nelle sue componenti più inclini in passato alla rivolta, i raskol'niki e i cosacchi, non era al momento più in grado «di dare la parola d'ordine dell'insurrezione». Solo il partito socialrivoluzionario «radicatosi tra la popolazione cittadina e operaia e che occupa numerose posizioni tra i contadini», ne aveva la capacità. Ma dopo aver suscitato un significativo movimento popolare, il partito non poteva che attendere il segnale dell'insurrezione. Chi lo avrebbe dato? La risposta che dà Kibal'čič al quesito sanziona una distanza ormai incolmabile con il populismo anarchico e rivela l'influenza operata da Marx: «Considerando il maggiore sviluppo e mobilità della popolazione delle città, giudicando dal fatto che l'attività del partito dà maggiori risultati, dal punto di vista numerico, in città che non in campagna, bisogna pensare che la prima parola d'ordine dell'insurrezione verrà data non dal villaggio, ma dalla città», ossia dal mondo operaio.
In un anno e mezzo di durissime lotte, il «Comitato esecutivo» aveva superato la vecchia impostazione populista che guardava alla campagna, reputando la città più ricettiva alle sirene della rivoluzione, e rinnegato l'illusione bakuninista di poter operare il rivolgimento sociale senza dirigere il movimento popolare, perché altrimenti: come impedire «alla generale eccitazione di abbandonarsi a una sterile distruzione»? E da ultimo, aveva precisato quale fosse la funzione del partito davanti allo Stato e al popolo.

### Il lavoro sul campo
A Kibal'čič e a Vera Figner fu affidata l'organizzazione dell'attacco a Odessa, nell'ambito del primo, e triplice, tentativo di assassinare Alessandro II nell'autunno del 1879. Kibal'čič arrivò a Odessa in settembre, e si stabilì in una zona della città abitata da mercanti e artigiani. Poco dopo sopraggiunse la Figner, con una ventina di chili di dinamite nei bagagli, e insieme affittarono un appartamento sulla via Ekaterinskij a nome dei coniugi Maksim ed Elizaveta Ivanickij (un omaggio di Nikolaj a suo nonno), originari della Bessarabia. Completavano la squadra, Nikolaj Kolodkevič (1849-1884), che si domiciliò a pochi metri dagli Ivanickij, Michail Frolenko (1848-1938) e Tat'jana Lebedeva.

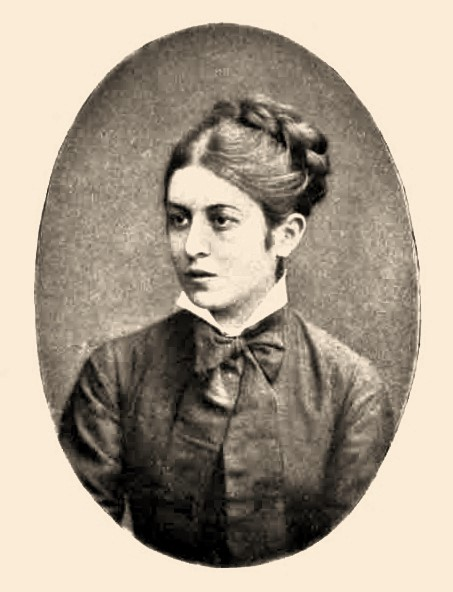
Vera Figner nel 1879

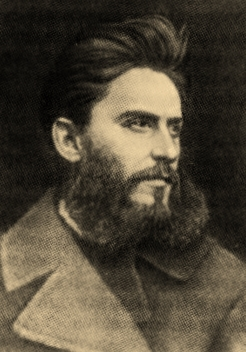
Michail Frolenko

Furono scartate alcune idee prima che la Figner escogitasse quella vincente. Bellissima, abbigliatasi in tenuta da gran signora, chiese a un funzionario delle ferrovie un posto da guardiano per il suo portiere, alla cui moglie, debole di petto, era stato raccomandato di respirare l'aria salutare della campagna. Ottenne il favore impetrato, e Frolenko, accompagnato da colei che nella vita sarebbe divenuta presto davvero sua moglie, la Lebedeva, fu assunto come casellante alla stazione di Gnilyakovo, distante circa venti chilometri da Odessa. Poterono così cominciare a scavare sotto la massicciata della rete ferroviaria.
Frattanto Kibal'čič, oltre a sovrintendere all'intera parte tecnica, incontrava giovani lavoratori e studenti, e faceva loro propaganda in maniera discreta. Con Vasilij Ivanovič Suchomlin (1860-1938), uno studente già militante nel partito rivoluzionario e al quale s'era rivolto perché gli nascondesse delle sostanze chimiche, si lasciò andare a dichiarazioni più impegnative. Nella sua autobiografia Suchomlin riferisce che Kibal'čič, a sentire la sua intenzione di soggiornare a Ginevra per conoscere da vicino l'ambiente dell'Internazionale, lo sconsigliò vivamente dal farlo. Gli spiegò che a temprare lo spirito era la lotta e che la permanenza all'estero, in un clima di relativa quiete, lo fiaccava. I rivoluzionari che andavano a ingrossare le file dell'emigrazione s'impigrivano, cessavano di credere nella causa. Meglio dunque andare a San Pietroburgo, dove la vita ferveva, grandi eventi s'intravedevano all'orizzonte, e c'era bisogno di persone fidate. Suchomlin, che intratteneva un rapporto epistolare con Aksel'rod, seguì il suo suggerimento che invece lo incitava a partire, salvo poi rimpiangere di non aver dato ascolto a Kibal'čič, e di aver così oziato all'estero nel biennio d'oro di «Narodnaja volja», il 1879-1881.
A Odessa Kibal'čič rivide anche Dejč, il quale dopo l'evasione dal carcere e una breve sosta in Svizzera, era tornato in Russia in tempo per assistere alle fasi conclusive del congresso di Voronež, e schierarsi con Plechanov. Discussero calorosamente delle ragioni che avevano determinato la scissione di «Zemlja i Volja», e Kibal'čič volle ribadire che il centralismo invocato dalla fazione terroristica, e dai populisti irriducibili confuso con l'autoritarismo, era il naturale rifugio di un'organizzazione clandestina. Analogamente, l'ideale statale vagheggiato dai narodovol'cy non escludeva dal potere gli organi locali, che erano anzi indispensabili a sanare la piaga della burocrazia, ma delegava il processo riformatore a un centro decisionale.
Tutto era pronto, quando a metà novembre giunse da colui che sorvegliava gli spostamenti dello zar, Presnjakov (1856-1880), la notizia che il sovrano non era partito con il panfilo e galoppava verso Simferopol'. Kibal'čič, tramontata l'operazione a Odessa, si assunse l'incarico di portare a Željabov, come da sua richiesta, un cavo più lungo e una nuova bobina. Sulla via per Aleksandrov, alla stazione di Elisavetgrad, il giorno 23, incontrò Gol'denberg, a sua volta in viaggio per Odessa a reclamare un po' di dinamite. Kibal'čič, inviò a Kolodkevič un messaggio cifrato in cui gli si permetteva di consegnare l'esplosivo alla persona che ne avrebbe fatto domanda, e si separò da Gol'denberg.
Il 24 novembre Kibal'čič sbrigò la faccenda ad Aleksandrovsk e lo stesso giorno si accomiatò. A Char'kov, in attesa di salire sul treno per Odessa, Kibal'čič, che era in piedi da quattro giorni, si addormentò incautamente su una panchina, e così lo sorprese Dejč, anche lui in partenza per la stessa destinazione. In concomitanza con il rientro dello zar dalla Crimea, erano stati rafforzati i controlli alle stazioni situate lungo il percorso del convoglio reale, che perciò pullulavano di gendarmi in divisa e in borghese. Kibal'čič era un illegale, i suoi dati segnaletici potevano essere noti, e sarebbe stato il caso che si confondesse nella folla. E invece, disteso a faccia in su, sordo al baccano tutt'intorno, e avvolto in un soprabito di cotone (avrà un cappotto solo l'anno successivo dietro ordine tassativo di Aleksandr Michajlov), mentre gli altri passeggeri indossavano già la pelliccia, dava subito nell'occhio. Ci fu un momento di panico, quando Dejč vide due poliziotti avvicinarsi, ma fortunatamente suonò il campanello che chiamava i viaggiatori sulla banchina e sfruttando il caos pertinente alla circostanza, Dejč poté svegliare Kibal'čič e sottrarlo alla vista degli agenti. Presero insieme il treno per Odessa e da certi discorsi captati a Elisavetgrad, intuirono che Gol'denberg era stato catturato.

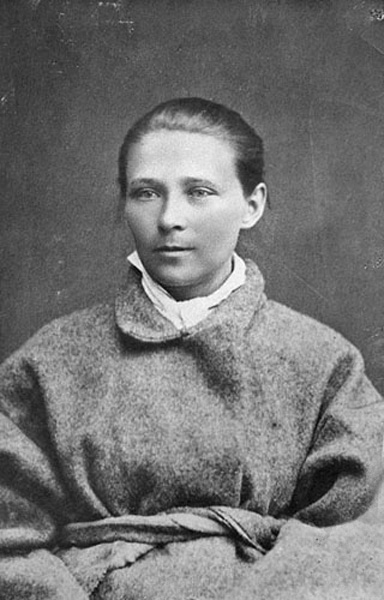
Praskov'ja Ivanovskaja

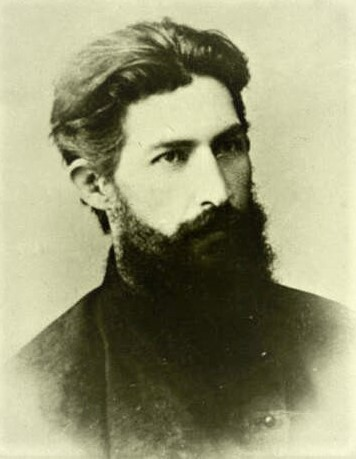
Nikolaj Kibal'čič nell'estate del 1880

Il 30 gennaio 1880, la polizia irrompeva nell'appartamento al vicolo Sapernyj, dov'era la tipografia di «Narodnaja volja». Occorsero mesi per acquistare la nuova macchina e trovare una sede sostitutiva. Finalmente Michajlov scovò una casa che faceva al caso suo in via Podol'skaja e ne affidò l'organizzazione a Kibal'čič, il quale nell'impresa fu affiancato da Praskov'ja Ivanovskaja e da Ljudmila Terent'eva (1862-1883). Il carattere introverso di Nikolaj causò qualche malumore e incomprensione, tanto che nei primi tempi la coabitazione con le due esuberanti, giovani donne risultò problematica. Scrive la Ivanovskaja: «Nikolaj Kibal'čič sembrava molto più vecchio dei suoi anni, e questo ispirò in noi per lui un senso di rispetto. Era di media statura, di costituzione non molto robusta, e aveva lineamenti asciutti e regolari. Ma il pallore troppo accentuato, in assenza di mobilità espressiva, dava al suo viso un'aria goffa, un che di rigido, una parvenza di indifferenza a tutto. Le ciocche dei capelli bruni, che cadevano sulla sua alta fronte come ghiaccioli, disegnavano sulla faccia statica, l'impressione della più assoluta ottusità. Di tanto in tanto, però, nei suoi bellissimi occhi cerulei brillava un lampo improvviso che attenuava la fissità del volto e lo ravvivava... In seguito il nostro giudizio negativo su N. Kibal'čič cambiò sensibilmente e nettamente. Ci eravamo fatte di lui un'idea sbagliata e ingiusta, perché non avevamo capito la una natura fortemente contemplativa. Era un uomo che viveva per lo studio».
La tipografia fu eliminata alla fine di luglio e temporaneamente trasferita al vicolo Troickij, dove furono stampate le due creature di Željabov: il primo numero della «Rabočaja gazeta» (la Gazzetta operaia), e il Programma degli operai membri del partito «Narodnaja volja». Kibal'čič diede il suo contributo a quest'ultimo documento traducendo, con incisive e sintetiche perifrasi, i complessi termini stranieri che non avevano un adeguato corrispettivo in russo. In quel periodo Kibal'čič tornò per l'ultima volta a Černigov, a rivedere i parenti che, con la barba lunga e incolta a nascondergli il viso, stentarono a riconoscerlo.
Durante la primavera del 1880, la sistematica propaganda portata da «Narodnaja volja» tra gli ufficiali, come parte essenziale del suo programma, culminò nella costituzione del circolo militare centrale. L'opera di avvicinamento alle forze armate, che avrebbero dovuto affiancare e sostenere la rivolta popolare, era stata impegnata da Željabov, Kolodkevič, e Kibal'čič. Egli aveva, chiaramente, preferito muoversi nell'ambiente degli artiglieri e in uno di loro, il tenente della flotta Nikolaj Suchanov (1851-1882), trovò l'interlocutore ideale cui confidare le difficoltà incontrate nel costruire un proiettile esplosivo che fosse insieme maneggevole, sicuro durante il trasporto, e efficace in un'area limitata per uccidere lo zar senza provocare una strage.
La bomba a mano era l'arma di riserva nel settimo progettato attentato contro Alessandro II. Fin dall'autunno del 1880, quando al timone di «Narodnaja volja» c'era ancora Aleksandr Michajlov, arrestato il 10 dicembre, era stata organizzata una squadra di vigilanza, diretta dalla Perovskaja, per monitorare gli spostamenti dello zar in città e individuarono luogo e tempo utili a sferrare il colpo decisivo.
Ogni domenica l'imperatore, per recarsi alla parata militare allestita al maneggio Michajlovskij, attraversava spesso la «Malaja sadovaja» (la via Piccola dei giardini), più raramente il canale Ekaterinskij. La Perovskaja notò, in particolare, che a una svolta molto stretta sul canale, nei pressi del teatro Michajlovskij, il cocchiere rallentava l'andatura dei cavalli e li guidava al trotto, di modo che quello poteva essere il posto ideale per lanciare una bomba sotto le ruote della carrozza. Ma le speranze maggiori erano riposte sulla Malaja sadovaja dove Barannikov aveva trovato un locale in affitto, perfetto per ospitare la bottega di formaggio dei coniugi Kobozevy: Jurij Bogdanovič e Anna Jakimova. Era stato poi stabilito che, se lo zar fosse scampato alla dinamite sulla Malaja sadovaja e ai proiettili esplosivi di Kibal'čič, Željabov avrebbe provveduto a giustiziare il tiranno con il pugnale. In un modo o nell'altro, Alessandro II doveva morire anche perché le forze del partito erano quasi del tutto esaurite.

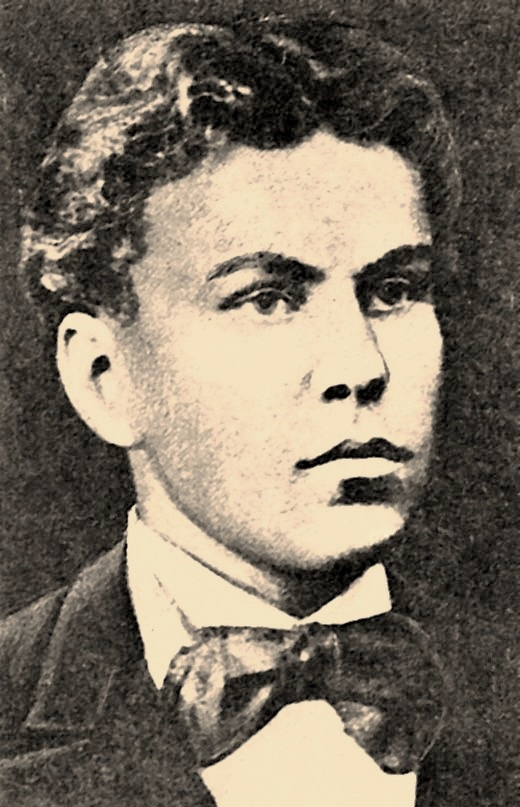
Ignatij Grinevickij

La dinamite destinata alla Malaja sadovaja e preparata nel laboratorio sul Zabal'kanskij prospekt, era pronta già a dicembre, ma i lavori di sterramento, effettuati da un drappello di scavatori (Željabov, Suchanov, Barannikov, Bogdanovič, Kolodkevič, Isaev, Sablin, e Tetërka), non cominciarono che il 6 febbraio del 1881, furono svolti di notte e durarono un mese. Kibal'čič stabilì che la galleria doveva essere minata in due punti, e che in ciascuno sarebbe stato sufficiente un quantitativo di dinamite pari a un pud, da innescare con una miscela di fulminato di mercurio, nitroglicerina e pirossilina. La partita di dinamite relativamente esigua si spiega col fatto che il tunnel, man mano che progrediva verso il centro della via, era scavato diminuendo lo spessore dalla superficie stradale.
Verso la fine di febbraio un prototipo del proiettile fu collaudato da Kibal'čič a Pargolovo alla presenza di Željabov e dei quattro lanciatori designati dal «Comitato esecutivo»: Ignatij Grinevickij, Timofej Michajlov (1859-1881) Nikolaj Rysakov (1861-1881) e Ivan Emel'janov (1860-1916). Kibal'čič giudicò la carica troppo potente e calcolò di ridurla in maniera da interessare un'area di poco superiore ai due metri.
Il 10 marzo sulla Teležnaja, nella casa sicura custodita da Gesja Gel'fman e da Nikolaj Sablin, Kibal'čič illustrava con carta e penna ai lanciatori come usare le cartucce, non ancora assemblate.
La sera di venerdì, 11 marzo, Željabov era arrestato nell'appartamento di Trigoni, venuto nella capitale da Odessa a gennaio, su richiesta del Comitato.
Il 12, di mattina, Kibal'čič e tre lanciatori (era assente Emel'janov) si ritrovarono dietro il monastero Smolnyj per testare un campione modificato del proiettile, con un detonatore più debole, e riempito di sabbia anziché di gelatina esplosiva. Era importante, dopo la lezione teorica fatta, che i tiratori imparassero a maneggiare la bomba. Il test fu effettuato con successo da Michajlov. Il coperchio dell'involucro saltò in aria al violento urto sul terreno, e i vari pezzi si sparsero nello spazio circostante. Terminato il lancio di prova, Kibal'čič si diresse in via Teležnaja dove aveva appuntamento con Željabov, che attese invano. Quindi, partecipò alla riunione del Comitato nell'appartamento segreto tenuto da Isaev e dalla Figner, sul Vozenesenskij prospekt, che incrocia il canale Ekaterinskij, e qui apprese della cattura di Željabov, l'ultimo grave rovescio subito dal partito che, dopo Aleksandr Michajlov, aveva perduto Barannikov, Kolodkevič, e soprattutto Kletočnikov, l'agente di «Narodnaja volja» infiltrato nella polizia politica. Inoltre, un concitato Bogdanovič comunicò che al negozio di formaggio c'era stata un'ispezione sanitaria, probabilmente voluta da qualche commerciante della zona. Tutto era andato bene, ma il pericolo poteva non essere scongiurato. Si decise di procedere immediatamente, l'indomani stesso, e la Perovskaja, pur rotta dal dolore per l'arresto di Željabov, che era il suo compagno, prese su di sé il comando dell'impresa. Indugiare avrebbe potuto significare non poter più agire.
Isaev fu mandato a deporre le mine nella galleria sotto la Malaja sadovaja, mentre Kibal'čič, Suchanov e Gračevskij si misero subito, nell'appartamento del Comitato, a costruire le bombe a mano.

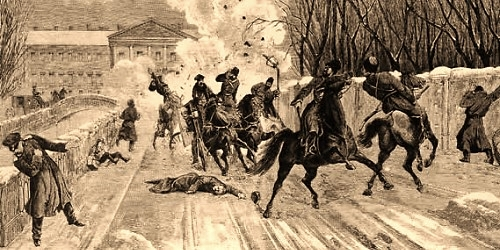
Il 13 marzo 1881

La mattina del 13, dopo quindici ore di frenetico lavoro, i primi due proiettili erano pronti. La Perovskaja li portò sulla Teležnaja, il luogo convenuto di raccolta dei tiratori. In meno di un'ora la donna fu raggiunta da Kibal'čič che recava gli altri due ordigni e dava le ultime istruzioni ai lanciatori.
Diretta all'ippodromo, la carrozza reale s'avviò per la Bol'šaja sadovaja (la via Grande dei giardini, oggi semplicemente via Sadovaja). I lanciatori furono così allertati per quando lo zar si fosse mosso per il viaggio di ritorno, e la Perovskaja ordinò loro di raggiungere il canale Ekaterinskij. Secondo il piano originario, primo tiratore doveva essere Michajlov, — seguito da Grinevickij, Emel'janov e Risakov — ma all'avvicinarsi del momento fatale, il giovane operaio non se la sentì, tornò in via Teležnaja a riporre la bomba, e rientrò nel suo appartamento.
Fissato in fretta il nuovo ordine di lancio, Rysakov si ritrovò primo tiratore, da ultimo che era. Alle due e 20 p. m., lanciò la sua bomba. Uccise due cosacchi della scorta, un ragazzo con la cesta che passeggiava sul marciapiede, e i cavalli. Fu catturato dopo un vano tentativo di fuga. Lo zar era illeso. Circondato dalle guardie, volle vedere l'artefice dello scoppio, gli si avvicinò, scambiò con lui qualche parola, e si voltò dall'altra parte. A una decina di metri, Grinevickij, appoggiato al muretto del canale, attese che Alessandro II fosse a due passi da lui, quindi gettò il proiettile. Non appena Emel'janov vide Grinevickij a terra, corse a vedere se fosse possibile portarlo via, nella confusione che s'era generata, ma aveva ferite troppo gravi. Allora, con la bomba nascosta sotto il braccio, per non parere sospetto, aiutò a coricare lo zar, che aveva le gambe dilaniate, sulla slitta, e se ne tornò nella casa sicura della Gelf'man, in via Teležnaja.
Alessandro II morì alle 3 e 35 p. m., nel suo palazzo; Grinevickij, alle nove di sera, nell'ospedale di corte. Aveva ripreso conoscenza mezz'ora prima, e gli era stato chiesto di fornire le proprie generalità. Lui aveva rifiutato di rispondere, così quando spirò, gli tagliarono la testa e la posero in un recipiente di vetro sotto spirito, perché fosse mostrata ai testimoni. Occorreva conoscere il nome dell'assassino dell'imperatore.

### Arresto e processo
Nikolaj Rysakov era un giovane che si era gettato nella mischia senza capire fino in fondo cosa comportasse, in termini di rischio personale, l'adesione al movimento rivoluzionario. Impreparato ad affrontare le conseguenze dell'atto compiuto, quando comprese che lo attendeva la condanna a morte, si aggrappò alla folle speranza di sfuggire al capestro inculcatagli dal procuratore Dobržinskij (1844-1897), aduso a sfruttare le debolezze di chi aveva di fronte. Rysakov, credendo fiducioso di avere salva la vita, tradì. Disse tutto quel che sapeva, fornì nomi, descrizioni fisiche e indirizzi.

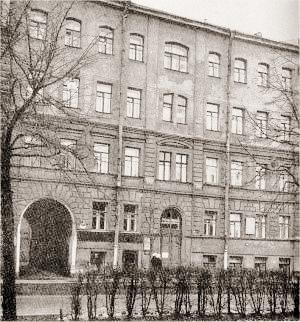
L'edificio № 83 sul Ligovskij prospekt, ultima residenza di Kibal'čič e teatro del suo arresto

Il 15 marzo, la polizia arrestò nella casa sicura sulla Teležnaja Gesja Gel'fman, mentre Nikolaj Sablin, che aveva sparato cinque colpi attraverso la porta, si era tirato il sesto alla tempia. Il giorno successivo, in un agguato della polizia, Timofej Michajlov veniva catturato nello stesso appartamento. Željabov, in prigione dall'11 marzo, messo a confronto con Rysakov, vide che era stato picchiato e, ignaro del suo tradimento, non potendo tollerare che la responsabilità del regicidio fosse accollata a lui soltanto, si autodenunciò in una lettera. Era altresì importante che l'immagine del partito fosse rappresentata da un rivoluzionario d'esperienza, il quale possedesse i mezzi, anche retorici, di trasformare il processo in una tribuna da cui sferrare l'ultimo attacco al nemico. Il 22 marzo, una mano afferrò da dietro Sof'ja Perovskaja, mentre percorreva il Nevskij prospekt e la guidò verso la proprietaria di un negozio lì appresso, dove di norma acquistava le provviste, che l'identificò.
Ultimo a essere preso di coloro che il mondo avrebbe conosciuto come i pervomartovcy, fu Kibal'čič. In un confortevole locale al № 138 del Nevskij prospekt, il general-maggiore a riposo Vissarion Komarov (1838-1907), che in Serbia nel 1876 e nella guerra russo-turca del 1877-1878 si era arricchito speculando sulle commesse militari e si era poi dato, di ritorno in patria, all'editoria, aveva aperto una biblioteca privata, provvista di alcune decine di migliaia di libri russi e stranieri. Popolare tra gli studenti e gli intellettuali di modesta condizione per l'ingresso a buon mercato, la biblioteca era una base della polizia. Che Kibal'čič la frequentasse saltuariamente era un'informazione comunicata alla gendarmeria da Okladskij. In più, l'aveva incontrato di persona, quando Kibal'čič, con la Ivanovskaja, era stato il responsabile della stamperia. La macchina un giorno aveva smesso di funzionare bene e Željabov, conoscendo Okladskij dai tempi di Aleksandrovsk, l'aveva chiamato a riparare il guasto. Il 29 marzo, in un vano celato dal quale si poteva osservare la sala di lettura e individuare i ricercati, Okladskij indicò Kibal'čič, che nonostante gli ultimi arresti continuava tranquillamente a studiare e a vivere a San Pietroburgo. I gendarmi lo pedinarono fino a casa, al № 83 del Ligovskij prospekt, e qui senza troppo clamore, lo arrestarono e predisposero la trappola per fermare chi si fosse recato nell'appartamento. Qualche ora dopo, Frolenko cadeva nel tranello.
Subito dopo l'arresto, Kibal'čič fu portato al № 2 di via Gorochovaja, angolo Admiraltejskij prospekt (ora Voznesenskij prospekt), in un reparto segreto del Ministero degli Interni voluto da Alessandro II nel 1880 per la lotta alla sedizione. Al piano interrato c'era una prigione con celle fredde e dai bassi soffitti a volta. Vi restò fino al 1º aprile, quando di mattina fu trasferito nella sede dell'ex Terza sezione, nell'edificio 16 sul lungofiume Fontanka (braccio sinistro della Neva), dove fu riconosciuto da Rysakov per essere l'autore delle bombe a mano, e dove sarà tre volte interrogato.
Nel primo dibattimento dichiarò di appartenere al «partito social-rivoluzionario, in particolare alla società Narodnaja volja», la quale si era prefissa l'obiettivo di raggiungere il rinnovamento economico e politico del paese attraverso la creazione di una minoranza organizzata di rivoluzionari e il terrore, in attesa di poter fare liberamente opera di propaganda tra i contadini e gli operai. Ammise di aver attivamente partecipato solo al tentativo di Odessa, nel 1879, e asserì che il suo coinvolgimento successivo negli affari del partito si era limitato al campo tecnico: preparazione di dinamite e invenzione, nonché costruzione, delle cartucce adoperate il 13 marzo.
Il secondo interrogatorio si consumò poche ore dopo. Kibal'čič confermò le informazioni già note agli inquirenti relativamente agli appartamenti, e mantenne il silenzio sugli indirizzi non ancora scoperti. Spiegò che per assemblare un proiettile ci voleva un giorno e parecchio di più per ottenere la gelatina esplosiva. Ripeté che non sapeva a quali imprese fosse destinato il prodotto del suo lavoro, con l'ovvia eccezione dell'ultima, compiuta il 13 marzo. Disse che per ogni proiettile ne era stato realizzato uno di riserva e che i lanciatori erano due, Rysakov e un altro (Ignatij Grinevickij), a lui noto con il nomignolo «Kotik» (il «Gatto»). Aggiunse che i piani futuri del partito erano strettamente correlati al dispiegarsi prossimo degli eventi. Se il governo si sarebbe ostinato nella sua politica di cieca repressione, non avesse concesso l'amnistia per i reati politici e avviato le riforme costituzionali, era inevitabile che la strategia del terrore continuasse, e un appello in tal senso sarebbe presto stato diffuso dal «Comitato esecutivo».

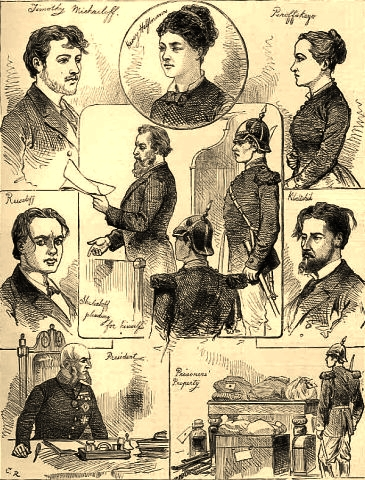
Illustrazione d'epoca del processo, con i sei imputati (intorno al rettangolo centrale dov'è raffigurato Željabov, sono riconoscibili: Rysakov, Michajlov, la Gel'fman, la Perovskaja e Kibal'čič), il presidente della Corte, Fuks, e il materiale sequestrato

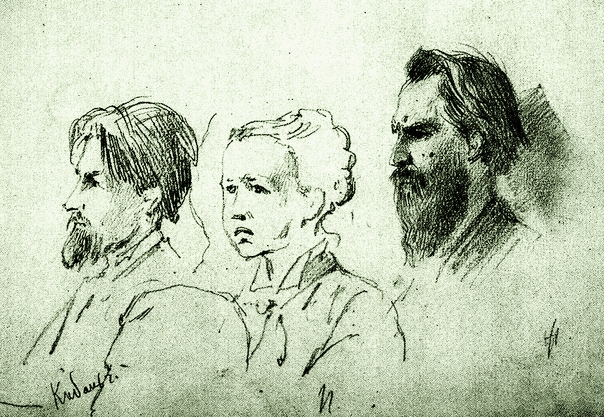
Schizzo — da sinistra a destra — di Kibal'čič, Perovskaja e Željabov. Opera di Konstantin Makovskij

Nel tardo pomeriggio del 1º aprile, Kibal'čič fu condotto nella cella № 2, adiacente a quella della Perovskaja, ma la stretta sorveglianza impedì loro una qualsiasi forma di comunicazione. In questa cella Nikolaj rimase quattro giorni ed elaborò il famoso progetto di velivolo con motore a reazione, per poi essere trasferito, assieme agli altri imputati, nella Casa di detenzione preventiva. Il giorno 2, avvenne il terzo confronto tra Kibal'čič e i suoi accusatori. Di nuovo ci fu che, avendo egli notato l'interesse degli investigatori per le capacità tecniche di «Narodnaja volja», sminuì il proprio contributo di esperto e rettificò le precedenti dichiarazioni. I proiettili erano il risultato del lavoro complessivo di tre persone, e non solo del suo, perciò la forza offensiva del partito rivoluzionario era da considerarsi inalterata.
La mattina del 7 aprile, alle 11.00 a. m. in punto, iniziò il processo davanti a una commissione speciale del senato. La corte era presieduta dal senatore Fuks (1834-1909), e costituita da altri cinque senatori, esponenti della nobiltà, mercanti e amministratori locali. Pubblico ministero era il trentenne Murav'ëv (1850-1908), che da bambino, orfano di madre, era stato spesso ospite a casa dei conti Perovskij e aveva giocato con Sof'ja L'vovna. Nel processo contro i regicidi vedeva l'occasione per dare una spinta alla sua carriera: sognava il ministero della Giustizia. I sei imputati furono fatti accomodare in una specie di passerella sopraelevata in quest'ordine: N. Rysakov, T. Michajlov, G. Gel'fman, N. Kibal'čič, S. Perovskaja, e A. Željabov. Sotto di loro erano seduti cinque difensori, giacché Željabov volle per una volta nella vita mettere a frutto i suoi studi giuridici e scelse di essere avvocato di sé stesso. Il processo era formalmente aperto a tutti, ma non erano in tanti a potersi permettere il prezzo del biglietto, di diverso colore a seconda del censo. Erano presenti quindici rappresentanti della stampa, dieci stranieri e cinque russi, inviati questi ultimi delle seguenti testate: «Pravitel'stvennyj vestnik» (la Gazzetta ufficiale), «Golos» (la Voce), «Novoe vremja» (Tempi moderni), «Porjadok» (l'Ordine), e il «Moskovskie vedomosti» (il Notiziario di Mosca). Tra il pubblico, venuti a ritrarre i regicidi, c'erano anche il celebre pittore Makovskij e l'artista, medico e viaggiatore Pjaseckij (1843-1919). Nel corso del processo furono chiamati a deporre quarantasette testimoni, di cui dodici agenti di polizia, undici soldati di guardia al canale Ekaterinskij, sette portinai, i sei padroni di casa degli imputati, il cocchiere dell'imperatore, ufficiali di artiglieria esperti in esplosivi.
Le fasi iniziali del dibattimento esaltarono l'eloquenza di Željabov che gettò nello smarrimento i testimoni, costretti a riformulare quanto detto. Ciò fu ritenuto inammissibile dal sindaco-governatore di San Pietroburgo, il tenente generale Baranov (1837-1901) che espresse immediatamente il suo disappunto a Pobedonoscev; questi riferì ad Alessandro III; lo zar chiese spiegazioni al ministro della Giustizia, Nabokov (1827-1904), il quale, da ultimo, fece pressioni su Fuks. Il presidente si adeguò e concesse ampia libertà di parola a Murav'ëv, a fronte di un continuo impedire agli accusati di esprimere il proprio pensiero. Molti anni dopo, nelle sue memorie, lo riconoscerà. Murav'ëv non aveva dimestichezza con le idee socialiste e naturalmente gli imputati avrebbero avuto facilmente ragione su di lui, ridicolizzandolo davanti alla stampa estera. Ma il vero problema era la «critica seria» alla classe dirigente del paese che un uomo come Željabov poteva fare, e che in parte, nonostante tutto, riuscì a fare. Su Kibal'čič Fuks scrive che aveva «una mente meravigliosa, fenomenale sangue freddo, energia infernale, sorprendente forza d'animo».

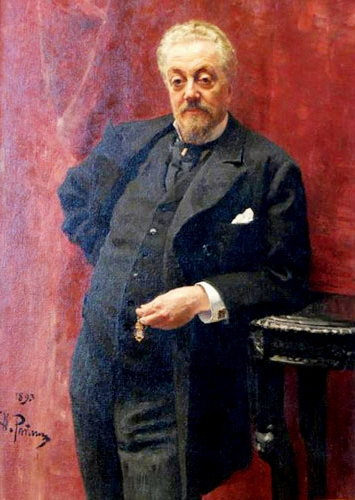
L'avvocato Gerard in un ritratto di Il'ja Repin del 1893

L'atteggiamento della corte non lasciava alcun dubbio sul fatto che il processo fosse una commedia di cui era noto l'epilogo. Ma l'avvocato di Kibal'čič, Vladimir Gerard (1839-1903), già in passato coinvolto in affari politici quali il processo dei 50, e quello dei 193, lo difese appassionatamente, con la sincera speranza che il suo assistito potesse salvarsi in virtù dei meriti scientifici. «Quanta forza, intelligenza, generosità, gentilezza, impeccabile onestà e modestia, quanto talento, che potenziale di grandi scoperte e invenzioni sono in quest'uomo! Quanta felicità e benedizioni può portare all'umanità! Non possiamo consentire che venga consegnato al patibolo, deve essere salvato! Salvato per il grande futuro della patria, per la sua gloria, per la gloria del suo popolo!». Quando Gerard provò a parlare delle ragioni politiche del regicidio, — miseria, fame, arbitrio del potere, ingiustizia — Fuks gli intimò di non proseguire su quel tono, e lui tornò a esaltare l'alto profilo intellettuale di Kibal'čič, dai trionfi scolastici fino a quei giorni drammatici, nei quali a occupargli la mente non era l'imminenza della morte, bensì un lavoro creativo su una «macchina volante».
Kibal'čič, che tenne durante il processo una mirabile e serafica compostezza, riuscì, nelle battute conclusive, a esporre le origini della sua adesione alla causa rivoluzionaria, ma prima dovette rispondere alle domande sul suo coinvolgimento nelle operazioni del partito, che egli espose sottolineando la natura tecnica del suo apporto. Era, la sua, un'indole mite ma non perciò indifferente alle intollerabili atrocità perpetrate dal governo, all'irragionevolezza della sua politica. «Vedendo l'intensificarsi della lotta tra il governo e il partito, prevedendo che esso avrebbe dovuto ricorrere a metodi cui non era preparato» aveva deciso di porlo nelle condizioni migliori per affrontare la terribile sfida. Obiettò al procuratore Murav'ëv che, nella lunga requisitoria durata cinque ore, aveva tacciato i dirigenti narodovol'cy di «predicare il terrore per il terrore», di volersi mettere in mostra, di prediligere la violenza ai metodi pacifici perché violenti, che in lui e nei suoi compagni non c'era questo «incredibile amore per il sangue». Lui, come gli altri socialisti, riconosceva «il diritto di ogni individuo alla vita, alla libertà, al benessere, allo sviluppo di tutte le risorse morali e intellettuali della natura umana. Da questo punto di vista, ma anche da una prospettiva più ampia, puramente umana, la sottrazione della vita è una cosa tragica». E tuttavia, non c'era stata alternativa. Lo dimostravano le parole di Murav'ëv, che giustificava proprio le cause da cui era dipeso il disastro. «Ho seguito con attenzione il discorso del signor procuratore per quanto concerne la genesi del movimento rivoluzionario, e ho scoperto che c'è stata una riforma; tutti gli elementi che l'hanno rifiutata si sono uniti in una società segreta; questi illegali non avendo niente da fare e dovendo inventarsi un'occupazione, si sono inventati la rivoluzione. L'intera requisitoria del signor procuratore ha indicato come giusto rimedio al problema di cosa fare perché questi tristi eventi non si ripetano più, di non essere indulgenti, di reprimere e ancora reprimere, ma non posso concordare con il signor procuratore quando raccomanda proprio quei metodi che non possono portare al risultato auspicato».
Il processo si concluse alle 06:20 a. m. del 10 aprile. Nel pomeriggio del giorno seguente, i sei imputati rientrarono in aula per la lettura della sentenza che li condannava tutti a morte per impiccagione. La Gel'fman annunciò allora, tramite il suo difensore, di essere incinta di quattro mesi, e la sua condanna fu sospesa, dopo che il 12 aprile un medico ebbe confermato la gravidanza. Fu concesso un giorno di tempo per ricorrere contro il verdetto, ma si trattava di una vuota formalità, giacché le domande di grazia presentate da Rysakov e Michajlov, non furono mai neppure mostrate all'imperatore. Il 12 aprile la sentenza divenne esecutiva.

### L'inventore di un dispositivo aeronautico
Da ragazzino, osservando la rapida parabola discendente dei razzi pirotecnici che aveva ideato, Kibal'čič si era vanamente chiesto come si potesse spingerli più in alto prima dell'inevitabile caduta. Negli anni a venire continuò a ragionare sul tema del volo, ampliandone prospettive e ambizioni, e negli ultimi giorni di vita redasse un progetto pionieristico di dispositivo aeronautico con equipaggio umano. L'idea, cui pensava da tanto senza aver mai avuto occasione, né di definirla nei dettagli né di verificarla praticamente, si era sviluppata in modo da legarsi alla sua vasta cultura in materia di esplosivi.
Nella quiete dell'isolamento, tra il 2 e il 4 aprile, evitando di mangiare e dormendo pochissimo perché ci fosse il tempo di conoscere il parere degli esperti, Kibal'čič diede forma scritta alla sua intuizione.

#### La lettera alla comunità scientifica

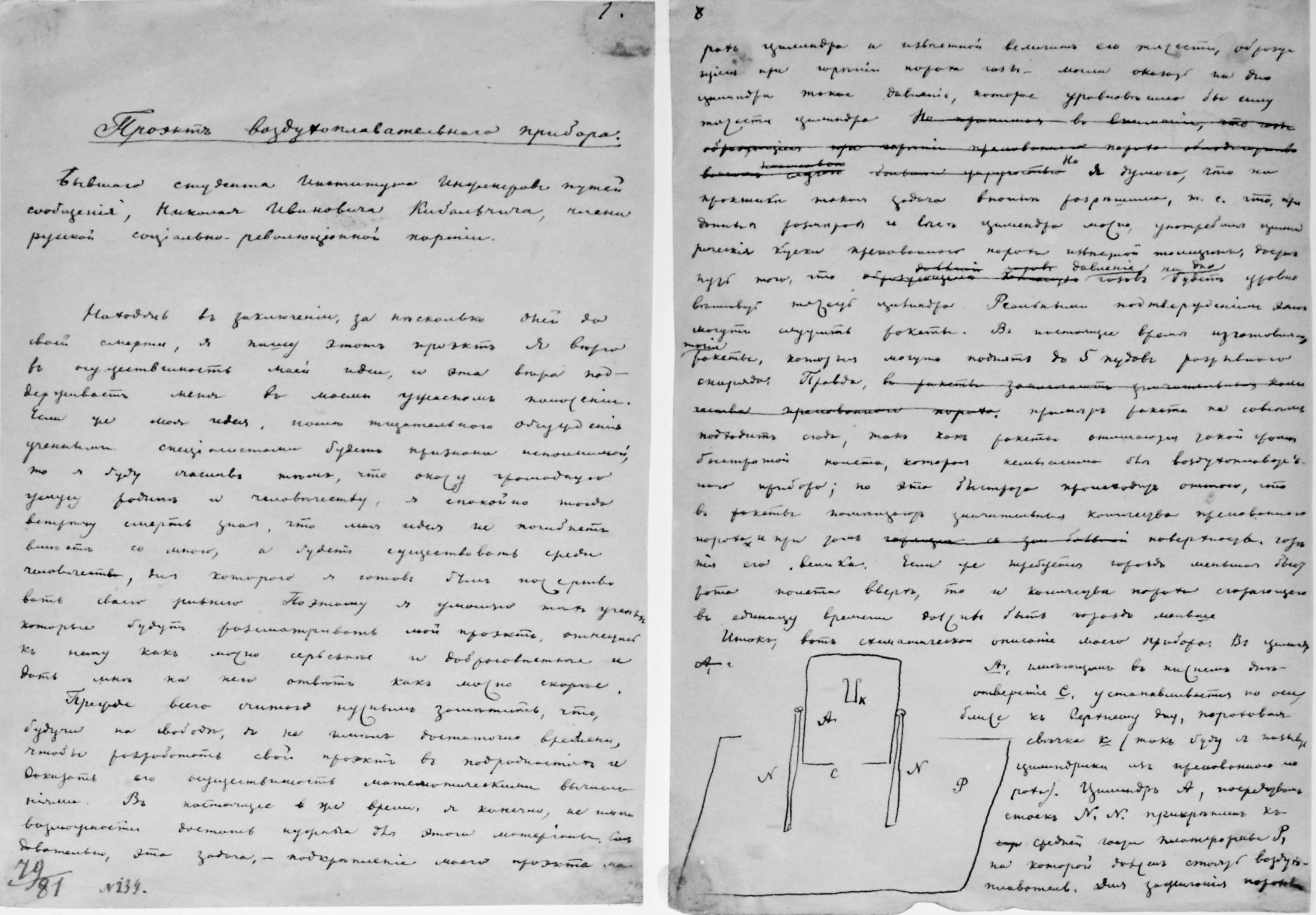
Due fogli manoscritti della lettera di Kibal'čič

«Progetto di dispositivo aeronautico dell'ex studente dell'Accademia d'Ingegneria ferroviaria Nikolaj Ivanovič Kibal'čič, membro del partito social-rivoluzionario russo».
«Scrivo questo progetto durante la prigionia, pochi giorni prima della mia morte. Io credo nella realizzazione della mia idea, e questa convinzione mi è di conforto nella mia terribile situazione. Se la mia idea, dopo un'attenta analisi da parte di scienziati competenti, sarà riconosciuta fattibile, allora avrò la gioia di aver reso un immenso servizio all'umanità e al mio paese. Andrò poi tranquillo incontro alla morte, sapendo che la mia idea non è morta con me e che resterà tra gli uomini per i quali sono pronto a sacrificare la vita. Così imploro quegli scienziati che prenderanno in considerazione il mio progetto, di farlo il più possibile sul serio e in buona fede, e di darmi una risposta in tempi brevi».
«Prima di tutto, ritengo necessario sottolineare che quando ero libero non ho avuto abbastanza tempo per sviluppare la mia idea nei particolari e dimostrare con calcoli matematici la sua attuabilità. E ora, ovviamente, non sono in grado di procurarmi gli strumenti adatti allo scopo. Di conseguenza questo compito — il consolidamento del mio progetto con calcoli matematici — deve essere fatto dagli esperti che avranno tra le mani le mie carte. Inoltre non ho familiarità con la moltitudine di progetti simili apparsi di recente o, per meglio dire, conosco le linee generali, ma non le modalità con cui i loro autori pensano di realizzarli. Ma che io sappia, la mia idea non è stata proposta da nessuno».
«Nell'elaborare il mio dispositivo aeronautico, mi sono principalmente concentrato sulla domanda: quale forza deve essere impiegata per metterlo in moto? Ragionando a priori, si può dire che la forza del vapore non è efficace. Non ricordo esattamente la percentuale di energia termica che, in rapporto al calore fornito, è convertita in lavoro, ma so che è parecchio modesta. Al tempo stesso, il motore a vapore è abbastanza ingombrante e richiede l'energia prodotta dalla combustione di grandi quantità di carbone. Quindi ritengo che qualsiasi dispositivo sia montato su un motore a vapore — come ali, viti di sollevamento, e così via, — non potrà sollevarsi in aria.
La percentuale di energia termica convertita in lavoro dal motore elettrico è decisamente maggiore, ma per un grande motore è di nuovo necessario il motore a vapore. Immaginiamo che il motore a vapore e quello elettrico siano fissati a terra e collegati da un cavo, in modo che, a somiglianza del telegrafo, il calore prodotto dal primo scorra nel cavo come corrente galvanica e raggiunga la forza che può spostare le ali o un'altra struttura analoga del dispositivo. Non posso dire se un simile apparecchio sia in grado di volare, ma in ogni caso, se così fosse, sarebbe scomodo e costoso».
[..] «Qual è la forza che più si adatta all'aviazione? Questa forza è, a mio avviso, la combustione lenta prodotta dagli esplosivi. Infatti, quando bruciano, gli esplosivi producono, più o meno rapidamente, una grande quantità di gas, aventi al momento un'enorme energia. Non ricordo esattamente, se la convertiamo in kgf, la forza che produce l'esplosione di un funt di polvere da sparo, ma se non sbaglio può sollevare da terra una zolla di terreno del peso di quaranta pud. In sintesi, non esiste in natura altra sostanza capace di sviluppare, in un breve lasso di tempo, più energia degli esplosivi. Ma come applicare l'energia generata dalla combustione degli esplosivi in un processo di lunga durata? Questo è possibile solo a condizione che l'enorme energia prodotta dalla combustione delle sostanze esplosive non si liberi subito, ma in un periodo di tempo più o meno lungo. Se prendiamo un funt di polvere, brucia non appena l'accendiamo; se però la polvere è compressa in una forma cilindrica e ne accendiamo un'estremità, possiamo vedere che la combustione non prende in un attimo tutto il cilindro, ma si propaga alquanto lentamente da un capo all'altro, e a velocità costante. La velocità di propagazione della combustione della polvere da sparo compressa, osservata in diversi esperimenti, è di 4 m/s».
«Su questa caratteristica della polvere da sparo compressa si fonda il dispositivo dei razzi militari. Lo schema di questo dispositivo è il seguente:
In un cilindro di latta, chiuso a una base e con un'apertura nell'altra, viene inserito un cilindretto di polvere compressa avente, lungo la linea dell'asse, un canale d'ingresso. La combustione della polvere compressa inizia nello spazio del canale e si propaga in un ben preciso lasso di tempo verso la parte esterna. I gas formatisi durante la combustione, fanno pressione su tutte le pareti, ma le pressioni si bilanciano reciprocamente, tranne che sul fondo superiore dell'involucro in latta dove la pressione, non bilanciata da quella opposta, (da questa parte il gas fuoriesce liberamente), spinge il razzo in avanti, nella direzione impressa dal suo posizionamento nel cilindro prima di accenderlo. La traiettoria è una parabola uguale a quella della palla espulsa dal cannone.
[...] «Quindi, ecco la descrizione per sommi capi del mio apparecchio:
Nel cilindro A, avente un foro C sulla base inferiore, è inserita una candela di polvere K (così si chiamerà il cilindretto di polvere compressa), in asse e vicino alla base superiore. Il cilindro è fissato, tramite due puntali N N, alla piattaforma P, sulla quale si posizionerà il pilota. Per accendere la candela di polvere, nonché per sostituire quella esaurita (anche se naturalmente non può esserci interruzione nell'alimentazione), deve essere elaborato uno speciale meccanismo automatico. Il più indicato sarebbe un dispositivo azionato da un meccanismo a orologeria, in ragione dei tempi noti di combustione della polvere da sparo. Ma non voglio soffermarmi su questi meccanismi, dal momento che tutto ciò può essere facilmente risolto con la tecnologia moderna».

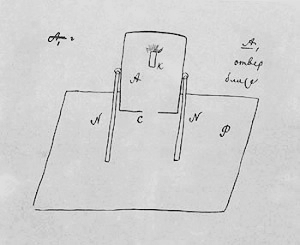
Copia dell'illustrazione del dispositivo aeronautico di Kibal'čič, tratta dalla sua lettera

«Immaginiamo ora di accendere la candela K. Dopo un breve intervallo di tempo, il cilindro si riempie di gas caldi che fanno pressione contro il tetto, e se la pressione supera il peso del cilindro, della piattaforma e del pilota, l'apparecchio si solleverà in alto. Da notare, tra parentesi, che ad alzare il dispositivo non è solo l'intensità della pressione dei gas generati dalla polvere: i gas caldi che saturano il cilindro hanno un peso specifico inferiore rispetto al peso dell'aria spostata, quindi in base al principio idrostatico, la differenza di peso tra l'aria che riempie il cilindro e i gas, a maggior ragione spinge in alto l'apparecchio».
[...] «I velivoli azionati dalla pressione dei gas possono salire molto in alto, se il valore della pressione dei gas è superiore al peso della macchina. Se si vuole stare fermi a una certa altezza, bisogna adoperare una candela di polvere più piccola, in modo che la pressione dei gas sia uguale al peso del velivolo. In tal guisa il dispositivo aeronautico può stare nel mezzo atmosferico come se fosse sull'acqua, alla stessa maniera di una nave che galleggia».
«Come possiamo ora muovere il nostro apparecchio nella direzione desiderata?. Questo si può ottenere in due modi:
È possibile utilizzare un secondo cilindro montato orizzontalmente, con il foro praticato dietro invece che in basso. Se nel cilindro si inserisce la candela di polvere da sparo e il dispositivo per accenderla, il gas premendo sulla parte inferiore del cilindro, indurrà il velivolo a volare in quella direzione. Il cilindro orizzontale può essere montato in qualsiasi direzione si vuole e avrà un movimento orizzontale.[...] Ma mi sembra che siamo in grado di limitarci a un solo cilindro, se si monta in modo che sia inclinato rispetto al piano verticale, così da avere una rotazione conica. L'inclinazione del cilindro consente al velivolo di stare in aria e, insieme, di muoversi in direzione orizzontale».
[...]«Quanto alla stabilità, possono essere messi a punto stabilizzatori di movimento come ali, e così via. Per l'atterraggio è necessario inserire gradualmente candele di polvere dal diametro più piccolo, in modo che, sempre gradualmente, l'apparecchio si abbassi».
«In conclusione faccio notare che, a mio parere, non solo la polvere compressa può essere usata a questo scopo. Esistono molti esplosivi a lenta combustione, la cui composizione include, come la polvere, nitrato, carbonio e zolfo, ma in quantità diverse o anche unite ad altre sostanze. Forse alcuni di questi composti potrebbero essere più efficaci della polvere compressa».
«Che la mia idea sia valida o meno, lo potrà dire in via definitiva solo la sperimentazione. Senza sperimentazione, si può stabilire solo il rapporto tra le dimensioni del cilindro e il peso e lo spessore della barra di polvere necessaria a sollevare l'apparecchio. Gli esperimenti iniziali con i cilindretti possono essere effettuati anche in una stanza».

#### Destino e rilevanza storica del progetto
«Intrapreso il cammino della rivoluzione, sapevo che la lotta contro l'autocrazia mi avrebbe portato, prima o poi, ma certamente, o al patibolo o ai lavori forzati. La cosa più importante è salvare l'idea, salvare l'invenzione. È necessario che sia messa a disposizione degli uomini!». Fu questo l'accorato appello che fece Kibal'čič a Vladimir Gerard, quando si sentì dire che la sua vita era importante e che doveva concentrare tutte le energie sul processo. Nikolaj illustrò allora all'avvocato la sua idea, e lo pregò di ottenere il permesso per mostrare subito il progetto agli accademici, così da poterci parlare finché era vivo, avendo ancora molti particolari da aggiungere, spiegazioni che la penuria di tempo non gli aveva consentito di mettere per iscritto.
Gerard espose il progetto di Kibal'čič, con commossa eloquenza, al dittatore Loris-Melikov, l'uomo formalmente più influente della Russia dopo lo zar, ma che l'assassinio di Alessandro II aveva di fatto privato di ogni autorità. Non era difficile congetturare che il conte Loris-Melikov, sul punto di essere estromesso dal potere a favore del bigotto e ultra reazionario Pobedonoscev, non avrebbe dato seguito alla supplica di uno degli artefici della morte del suo protettore. E infatti, dopo aver promesso che se ne sarebbe occupato, si limitò a consegnare il documento al capo della gendarmeria di San Pietroburgo, il generale Aleksandr Komarov, il quale lo inviò in data 7 aprile alla sede del Dipartimento della polizia segreta. Il capo del Dipartimento, il barone Velio (1830-1899), annotò che non era opportuno dare in visione agli scienziati il progetto di un criminale di stato alla vigilia della sua morte, pertanto lo sigillò in una busta. Kibal'čič, che aveva creduto alle assicurazioni fatte da Loris-Melikov a Gerard, attese per una settimana un riscontro alla sua lettera stesa tanto di fretta, e non ricevendolo, il 12 aprile inviò una supplica al ministro degli Interni: «Non può vostra eccellenza firmare un provvedimento che autorizzi un incontro tra me e un qualunque membro della commissione incaricata di prendere in esame il mio progetto, non più tardi di domani mattina, o che per lo meno mi faccia pervenire una risposta scritta della sua valutazione in merito, anche questo non più tardi di domani...».
Negli archivi del Dipartimento di polizia, il plico restò sepolto per trentasei anni. Nell'agosto del 1917 fu finalmente rinvenuto, per essere pubblicato nel doppio numero di «Byloe» del 1918, № 4-5, con il commento dello scienziato e scrittore Nikolaj Rynin (1877-1942), ma si trattò di una pubblicazione pessima, piena di omissioni e di errori di battitura. Solo nel 1956 il manoscritto di Kibal'čič, a settantacinque anni dalla stesura, fu stampato in una versione completa e corretta.

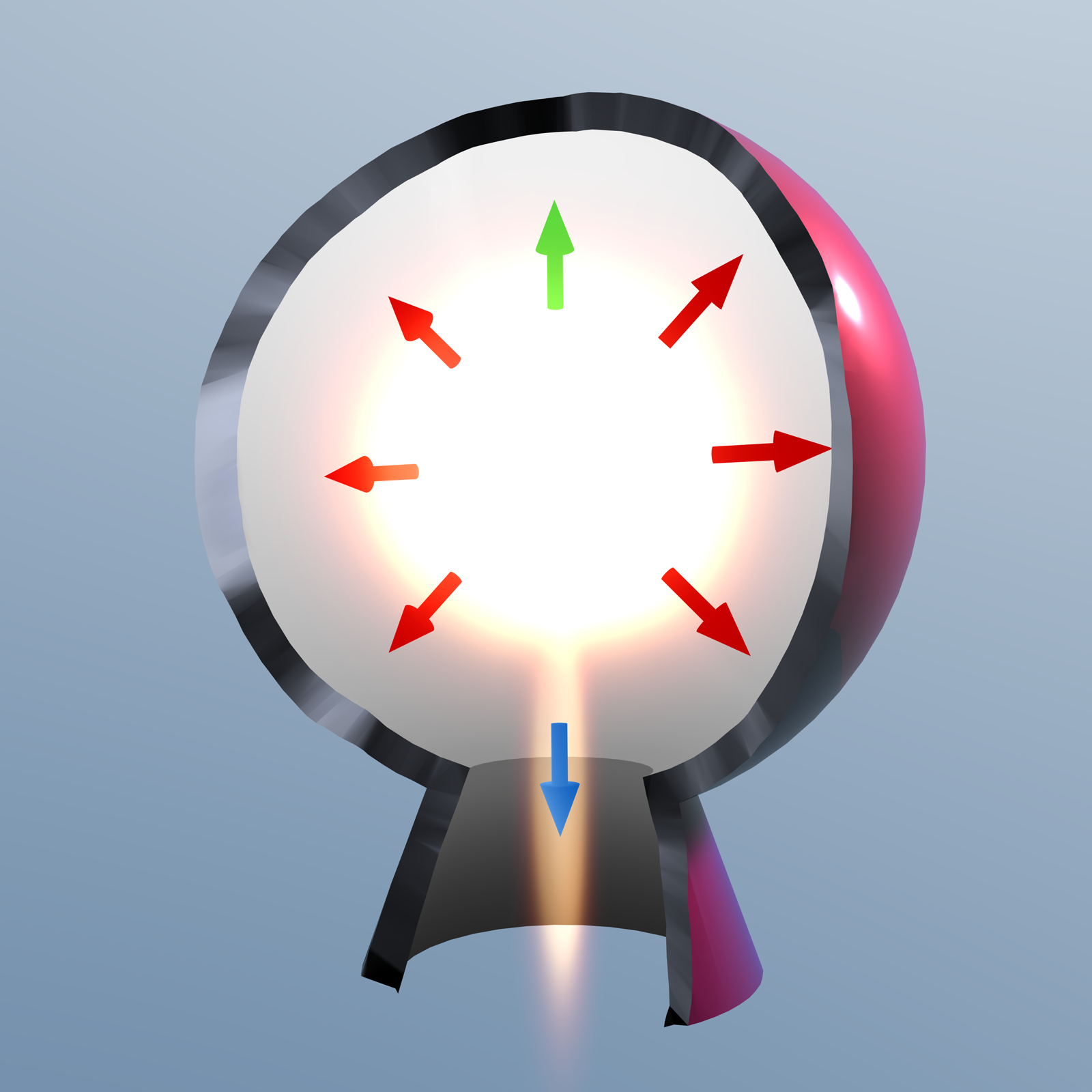
Il principio di funzionamento del motore a razzo

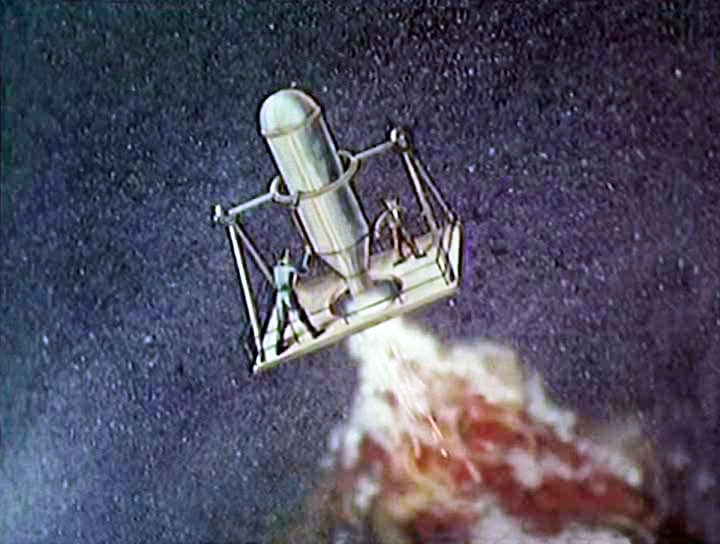
Elaborazione in chiave spaziale dell'apparecchio di Kibal'čič

Premesso che in carcere Kibal'čič non poteva sviluppare un compiuto progetto aeronautico senza preliminari calcoli matematici, ma solo illustrare un'«idea», si può dire che il nocciolo di questa idea, ciò che la rende originale, è che per la prima volta si era ipotizzato l'uso di un motore a razzo per un velivolo più pesante dell'aria, precedentemente pensato solo per i mezzi più leggeri dell'aria, cioè palloni aerostatici e dirigibili. Inoltre Kibal'čič ebbe chiaro il funzionamento di un motore a razzo, con la spinta che è opposta alla direzione di uscita del gas. E ne ebbe anche con precisione immaginato l'assemblaggio. Nel linguaggio moderno, il cilindro A è la camera di combustione interna del motore; la candela K, il propellente solido a lenta combustione in essa inserito; il foro C, l'ugello di scarico del getto dei gas originatosi dalla combustione. Le altre innovazioni presenti nel progetto sono: l'automatizzazione dell'alimentazione nella camera di combustione, che però non poteva essere realizzata con la tecnologia del tempo in cui visse Kibal'čič, contrariamente a quanto lui credeva; e il suggerimento di innestare un motore supplementare o di inclinare il motore principale per muovere l'apparecchio nella direzione voluta, che ha poi trovato applicazione pratica negli elicotteri a decollo verticale e ad atterraggio corto.
Jakov Perel'man (1882-1942), scrittore e divulgatore scientifico popolare, individuò quelli che sono gli errori tecnici del progetto di Kibal'čič, alcuni dei quali giustificabili dalle particolari circostanze in cui fu redatto. Essi sono: la piattaforma, nell'illustrazione, non presenta il foro in corrispondenza del tubo di scarico del cilindro, rendendo così impossibile il passaggio del getto di gas; il cilindro deve avere una linea più affusolata per incontrare una minore resistenza da parte dell'aria; il pilota non può stare sulla piattaforma a causa del grande calore emesso dai gas. Ma, avendo Kibal'čič proposto un motore che rende il velivolo indipendente dall'ambiente esterno, e dunque ideale per il volo interplanetario che avviene in assenza di atmosfera, gli si può riconoscere, secondo Perel'man, la primogenitura dell'astronautica al posto di Ciolkovskij.

### Le lettere allo zar Alessandro III
Il 12 aprile Kibal'čič indirizzò una lettera a Alessandro III, scoperta solo nel 1964, nella quale traspare, dietro un tono umile e rispettoso e accanto all'esternazione di aspetti riposti del proprio carattere, una certa velata minaccia al nuovo zar di poter subire, restando immutata la situazione politica della Russia, lo stesso destino del padre:
«Mi rivolgo a Vostra Maestà con questo appello, non per ragioni personali o desideri egoistici. Sono spinto solo da un sentimento d'amore per la patria e di dolore per le sue sofferenze. Oso sperare che Vostra Maestà presterà ascolto alla mia voce, la voce di un uomo che anela esporre la nuda verità. In queste ultime ore, il mio stanco intelletto è straziato dal pensiero del futuro del nostro paese. Se si porrà fine alla sua miseria, se ci saranno finalmente ad attenderlo la felicità e la libertà, o se ancora una volta dovrà gemere sotto il peso di ogni genere di sventura. E se finalmente saranno eliminate le condizioni che hanno portato il partito social-rivoluzionario russo ad abbracciare il terrorismo».
«Ho partecipato all'attività terroristica nonostante il fatto che il mio mondo interiore mi volgesse verso pacifiche dinamiche sociali e le mie facoltà mentali fossero tese allo studio delle scienze. Non ho potuto contrastare la tendenza storica che ha orientato tutta l'organizzazione verso la lotta terroristica. Eppure ho sempre appassionatamente desiderato, e lo desidero tuttora, che scompaiano le ragioni che giustificano il terrore rivoluzionario e che il partito possa passare dalla via della violenza a quella pacifica delle attività socio-culturali. E non sono il solo. Tutti i miei compagni al processo, come hanno testimoniato in tribunale, hanno lo stesso desiderio. Non credo di fare un torto alla verità se dico che tutto il partito lo condivide».

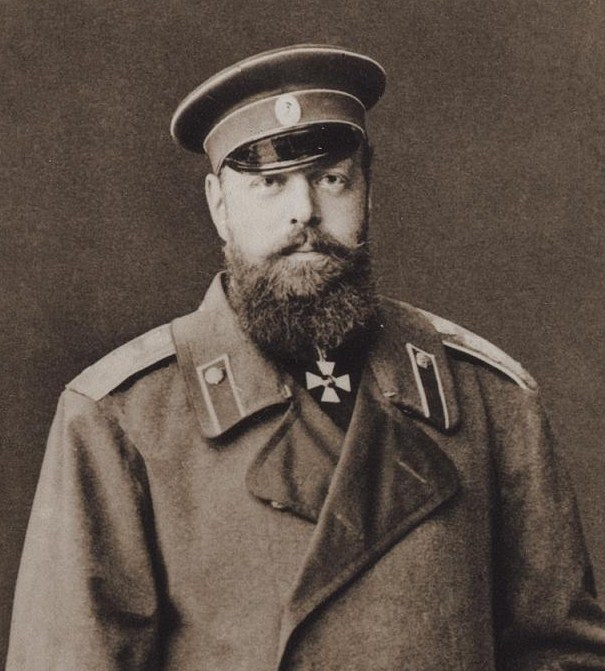
Lo zar Alessandro III

«Ma solo Vostra Maestà ha il potere di impedire che si ripetano gli eventi terribili verificatisi negli ultimi anni. Solo Vostra Maestà può portare il paese fuori dalla situazione intollerabile in cui si trova. Vostra Maestà, non è l'impiccagione, ma le conseguenze dell'impiccagione che mi angosciano. Solo per il timore delle conseguenze, mi permetto di chiedere a Vostra Maestà di revocare la sentenza della rappresentanza speciale del Senato».
Il 14 aprile, nelle ore immediatamente precedenti l'esecuzione, Kibal'čič scrisse una seconda, lunga, lettera allo zar. In essa, non c'è più ombra di sfida. C'è un sentimento di tristezza che gli nasce dalla constatazione di quanto poco sarebbe bastato perché tutti fossero più felici.
« [...] Sono profondamente persuaso che se fin dagli esordi del movimento socialista, dal 1873, fosse stata lasciata completa libertà ai propagandisti, questo avrebbe giovato a tutti i gruppi sociali del nostro paese: al partito social-rivoluzionario, al popolo, alla società, e anche al governo».
«In effetti, il partito social-rivoluzionario avrebbe vinto perché ora sarebbe numericamente più forte, avrebbe stretti legami e godrebbe d'indubbia influenza tra la popolazione contadina e urbana; insomma dopo otto anni di propaganda sarebbe un partito popolare nel vero senso della parola. Il popolo avrebbe vinto perché la gioventù socialista, in condizioni così favorevoli, avrebbe contribuito a formarne la concezione del mondo, e avrebbe portato nella sua vita tanta conoscenza, speranza e alti esempi morali. Il popolo avrebbe saputo che una parte dell'intelligencija è sua amica, e l'avrebbe amata, l'avrebbe riconosciuta come sua protettrice e guida. La società sarebbe stata risparmiata dalla grande miseria che gli è venuta dalla morte, dall'esilio, dalla messa in prigione di migliaia dei suoi figli, e non avrebbe visto l'orrore di due dozzine di persone impiccate. Il governo avrebbe vinto perché i tremendi atti terroristici, che ha eseguito il partito rivoluzionario, certamente non ci sarebbero stati se, in primo luogo, non avesse eretto davanti al partito un muro di ininterrotta persecuzione e se, in secondo luogo, non avesse frapposto una catena di ostacoli al lavoro del partito nel popolo [...] ».
Su questa lettera Alessandro III annotò il seguente commento: «Fantasie di una mente malata, come è evidente da tutta la falsa prospettiva da cui guarda questo socialista, figlio miserabile della patria».

### L'esecuzione
Il processo ai pervomartovcy scosse una parte della Russia. Il 9 aprile, quando il dibattimento era ancora in corso, il giovane filosofo e professore all'Università di San Pietroburgo, Vladimir Solov'ëv, durante una conferenza pubblica dal titolo «Critica della civiltà moderna e crisi dello sviluppo mondiale», fece un appello perché i regicidi fossero perdonati e amnistiati. Un'ovazione accolse le sue parole. Ma il 14 aprile Loris-Melikov, sollecitato dal governatore Baranov a prendere provvedimenti contro Solov'ëv, chiese allo zar di pronunciarsi egli stesso in merito. Solov'ëv scrisse allora una lettera ad Alessandro III nella quale assicurava che le sue parole erano state distorte ed esagerate. Fu invitato ad astenersi da ulteriori conferenze pubbliche. Un tentativo in questa direzione era stato fatto anche da Tolstoj. Aveva elaborato più volte una lettera, per toccare con il tono giusto la coscienza del nuovo sovrano, e l'aveva inviata a Pobedonoscev, vecchio istitutore dello zar e da lui tenuto in grandissima considerazione, affinché gli facesse da tramite. Si dava però il caso che fosse proprio Pobedonoscev il primo a sostenere la linea dura a oltranza contro i criminali di stato, e non consegnò la lettera al destinatario. Tolstoj provò allora altre vie per raggiungere lo zar, ma pare che Pobedonoscev sapesse come anticiparlo.
La sera del 14 aprile, cinque sacerdoti venuti a comunicare e confessare i detenuti, furono condotti alle celle. Željabov e la Perovskaja si rifiutarono categoricamente di ricevere i religiosi, mentre Kibal'čič dovette discutere per essere lasciato in pace.
Il terzo numero del giornale di Tkačëv, il «Nabat», uscito all'indomani dell'esecuzione, diffuse la voce che quella sera i prigionieri furono torturati. Nel suo resoconto è scritto che il direttore della prigione aveva ordinato alle guardie di allontanarsi dal corridoio dove erano le celle, e che poco dopo, nel cortile della Casa di detenzione, da due carrozze erano scesi quattro uomini, un soldato e tre civili, uno dei quali aveva sotto il braccio un pacco avvolto in una tela cerata nera. Il soldato aveva accompagnato i civili dai prigionieri, aperto loro le porte delle celle, e tutti e quattro avevano sostato in ognuna di esse per un tempo variabile: quaranta minuti da Kibal'čič, più di un'ora da Željabov, meno dai restanti tre.

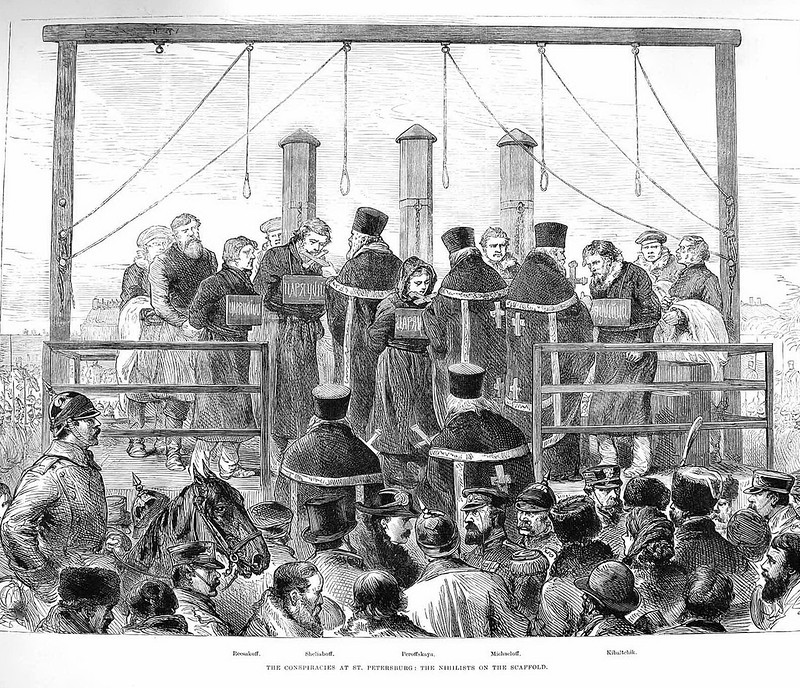
I minuti che precedono l'esecuzione in una stampa popolare. Da destra: Kibal'čič, Michajlov (davanti al cui corpo c'è un sacerdote), la Perovskaja, Željabov (nell'atto di baciare la croce), e Rysakov

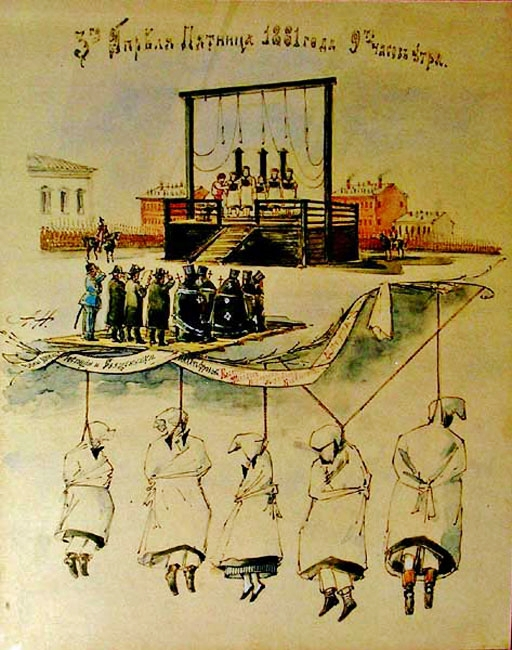
Dopo l'esecuzione gli zaricidi pendono nel vuoto. Da osservare il particolare del doppio cappio cui fu appeso Michajlov

A sostegno di questa tesi, poi ripresa nel «Listok Narodnoj voli», ci sarebbe anche il diario della moglie di un alto funzionario del governo, Evgenij V. Bogdanovič (1829-1914), la quale il 9 aprile scrisse di aver appreso che si sarebbe cercato in ogni modo di ottenere da Željabov le preziose informazioni sul partito in suo possesso, e il 12, che secondo l'opinione di Baranov il più pericoloso dei pervomartovcy era Kibal'čič. Di sicuro si sa che i prigionieri furono interrogati dopo il processo e prima dell'esecuzione.
La mattina del 15 aprile, alle 06:00, i condannati furono svegliati, rifocillati con del tè caldo, e forniti di nuovi abiti e biancheria. Furono poi portati in cortile e fatti salire su due carri che avevano la particolarità di essere molto alti, con la panca per sedersi a un sažen' dal suolo. Sul primo carro montarono Rysakov, Željabov e un assistente del boia; la Perovskaja, Michajlov, Kibal'čič, sul secondo, assieme a Frolov e all'altro suo aiutante.
Mani, piedi, e busto dei prigionieri furono fissati con le cinghia alla panca, e sul petto gli fu appesa un'asse con la scritta «Цареубийца» (Careubijca) che li qualificava come zaricidi. Le due carrette lasciarono la Casa di detenzione, sita al № 25 di via Špalernoj, alle 7:50, scortate da due squadroni di cavalleria e due compagnie di fanteria, che lungo il tragitto fino a piazza Semënovskij, dove era stato eretto il patibolo, furono rinforzati da altri reparti di soldati appostati ai vari crocicchi stradali. In totale, l'imponente servizio d'ordine ammontava a più di diecimila uomini tra soldati, gendarmi e poliziotti. La messa in scena era un po' esagerata, ma non ingiustificata. Il cerchio militare di «Narodnaja volja» aveva, in effetti, ideato un piano atto a liberare i compagni. Si era pensato di raccogliere trecento persone, e di inquadrarle in tre gruppi, due di cinquanta, e uno di duecento individui, comandati da ufficiali di Kronštadt e di San Pietroburgo. Quando la processione avrebbe attraversato il Litejnyj prospekt, i tre gruppi, precedentemente disposti ai suoi estremi — i due di cinquanta, aventi funzione di creare confusione — e nel mezzo — l'assembramento più numeroso con l'incarico di circondare i carri e attaccare i soldati — avrebbero liberato i prigionieri, per condurli in una via laterale e qui sistemarli in una carrozza con tutto il necessario per il cambio di vestiario. Tuttavia, l'ambizioso piano non poté varcare la soglia delle buone intenzioni. A «Narodnaja volja» mancava ormai la risorsa materiale essenziale: le persone. Non c'erano più uomini, quasi tutti i militanti d'esperienza e di valore erano stati strappati alla rivoluzione, chi giustiziato chi in galera, in un anno e mezzo di lotta impari e feroce. Senza contare le difficoltà inerenti all'altezza cui erano stati elevati sui carri i condannati.
Le strade percorse dai carri traboccavano di gente. Un soldato di scorta al convoglio scrisse nelle sue memorie che sul viso immobile di Kibal'čič «era impossibile leggere la paura, la superbia, l'odio, o l'ombra di un qualsiasi altro sentimento che è solito trasparire in questi momenti. Era il volto di uno scienziato-filosofo intento a risolvere qualche intricato problema».
Il patibolo era stato costruito durante la notte. Constava di una piattaforma posta a un metro e mezzo d'altezza, larga sette metri e lunga nove, circondata da una corta balaustrata che s'apriva al centro su una scaletta. Sulla piattaforma erano issati i due pali sormontati dalla trave da cui scendevano sei anelli di ferro per altrettanti capestri. Evidentemente il disegno originario, preparato durante un processo dall'esito noto, non aveva subito modifiche dopo la sospensione della pena di Gesja Gel'fman. Su ogni palo erano stati piantati tre ganci cui annodare le estremità delle corde. Infine, sulla piattaforma erano state infisse tre colonne munite di catene e manette, nel caso qualcuno dei condannati avesse opposto resistenza alla lettura della sentenza. Tutto era dipinto di nero, a creare il massimo contrasto con i sudari di tela bianca, compresi di cappuccio, che avrebbero ricoperto i condannati perché il pubblico non vedesse le convulsioni da soffocamento trasfigurare i loro volti.

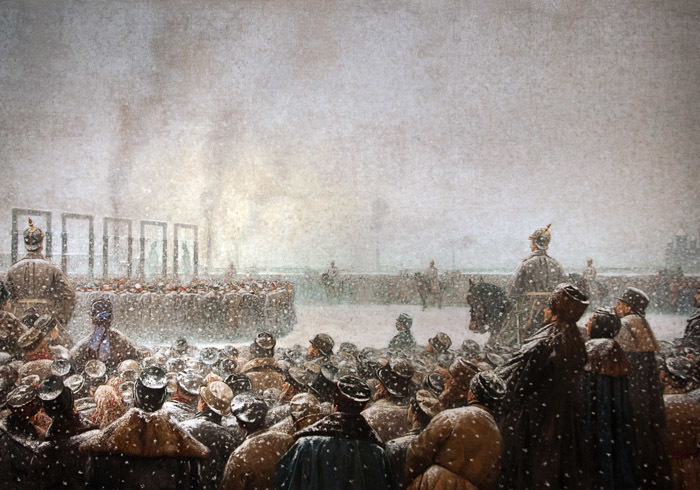
Nel dipinto «Impiccagione in Russia», l'artista Vasilij Vereščagin, trasferisce l'esecuzione del 15 aprile in pieno inverno, come a simboleggiare l'opprimente clima politico

Quando i carri giunsero nei pressi della forca, il boia liberò i prigionieri dalle cinghie e legò loro le mani dietro la schiena. I cinque salirono poi i gradini che portavano alla piattaforma, in ordine di esecuzione: Kibal'čič, Michajlov, Perovskaja, Željabov e Rysakov. Si sentì Željabov gridare: «Popolo sventurato, ascolta...», ma il rullare dei tamburi zittì la sua voce. Ai piedi del patibolo, erano raccolti i soldati e i cosacchi; di presso, su un piccolo spazio, dov'erano state allineate delle assi a formare una sorta di pavimentazione rialzata riservata alle autorità, sostavano i dignitari, i funzionari giudiziari e di polizia, gli inviati della stampa. Il procuratore della Corte di San Pietroburgo, Vjačeslav Pleve diede l'ordine di leggere la sentenza. Il segretario generale del senato, Vladimir V. Popov, lo fece con mani tremanti e voce incerta. Comparvero i sacerdoti. Kibal'čič mosse il capo in segno di diniego all'accostarsi della croce alle sue labbra. Rinunciarono al conforto religioso anche Michajlov e la Perovskaja. Cosa fece Željabov è dibattuto. La versione più accreditata, perché ripresa dalla voce popolare e immortalata dalle stampe dell'epoca, è che egli la baciò. Essendo ateo, se lo fece, fu per il rispetto che, in quanto rappresentante del partito del popolo, sentiva di dovere alle sue credenze, e per non gettare altra ostilità sul movimento rivoluzionario. Approfittando dei momenti di pausa nella procedura giudiziaria, che accompagnarono il commiato dei sacerdoti, Željabov, la Perovskaja, Michajlov e Kibal'čič si baciarono. Rysakov fu ignorato per essersi dissociato durante il processo dal terrorismo, e per aver collaborato con la polizia.
Quindi il boia stese sui condannati i sudari bianchi. Il cappio fu stretto intorno al collo di Kibal'čič, il cappuccio gli scivolò all'indietro, e per un attimo si vide il suo sguardo fissare il cielo. Il cappuccio gli fu rimesso e il panchetto su cui poggiava i piedi, scostato. Kibal'čič morì in pochi secondi, alle 09:20.
Michajlov soffrì a lungo prima di morire. La corda, secondo alcuni testimoni troppo sottile, si spezzò due volte facendolo precipitare al suolo. Al terzo tentativo, avendo la folla turbata invocato la grazia, Frolov afferrò una corda, la fece scivolare nel sesto anello e con essa rafforzò il capestro da cui penzolava l'agonizzante Michajlov. La Perovskaja spirò senza soffrire troppo. Quanto A Željabov, il boia infierì su di lui. Oltre al comune nodo scorsoio, ne fece un altro sotto il mento e il tormento di Željabov risultò fortemente dilatato da questa inutile efferatezza, disapprovata anche dal medico militare. Rysakov si sforzò disperatamente di tenersi attaccato coi piedi allo sgabello. Frolov gli diede una spinta da dietro, e il ragazzo, dopo aver descritto pochi cerchi nell'aria, non si mosse più.

### Epilogo
- I corpi dei pervomartovcy restarono sospesi nel vuoto per venti minuti, poi furono riposti in semplici bare di legno e caricati su due carri, per essere sepolti al cimitero della Trasfigurazione.[83] Il giorno prima era stata scavata in un angolo remoto del cimitero, tuttora non individuato, una fossa comune, e in essa le cinque bare furono frettolosamente gettate, sotto la vigilanza di un centinaio di cosacchi.[78]
- L'esecuzione fece una dolorosa e profonda impressione tra i presenti. L'inviato del tedesco «Kölnische Zeitung» si spinse fino a scrivere di «aver assistito a una dozzina di esecuzioni in Oriente», ma di non aver mai visto prima d'allora un simile «mattatoio». La generale riprovazione fu tale da indurre l'impero a non giustiziare più pubblicamente.[78]
- Dopo l'assassinio di Alessandro II, i parenti di Kibal'čič, soprattutto giovani di sesso maschile, subirono forme accanite di persecuzione. Alcuni furono espulsi dalle scuole e costretti a entrare nell'esercito; altri dovettero emigrare all'estero e ci fu chi tornò in Serbia, paese d'origine della famiglia; altri ancora, cui era stato chiesto di cambiare nome, rifiutarono di rinnegare la propria storia e sopportarono pazientemente la diffusa intolleranza.[84]
- Il fratello di Kibal'čič, Stepan, morì di crepacuore subito dopo l'impiccagione di Nikolaj. La sorella Tat'jana si spense sei mesi dopo.[85]
- In un libro del 1979 è scritto che un celebre ufficiale dell'aviazione russa, Aleksandr Evgen'evič Golovanov (1904-1975), era il nipote di Kibal'čič. Nikolaj Ivanovič avrebbe avuto una figlia, Vera, nata in carcere da una donna di cui si ignorano e il nome, e il destino. Questa notizia non trova conferma in nessun documento conosciuto, e nella biografia di Golovanov, uscita nel 1986, non c'è alcuna menzione al fatto che sarebbe nipote di Kibal'čič.[86]
- Victor Serge, all'anagrafe Viktor L'vovič Kibal'čič, era un lontano parente di Nikolaj. Nelle Memorie di un rivoluzionario Serge accenna alla parentela, ma non specifica di che grado fosse.[87]

### In memoria di Kibal'čič
- La casa natale di Kibal'čič a Korop fu ristrutturata nel dopoguerra su iniziativa di una coppia di artisti, Olena Michajlovna Lukaš e Nikolaj Michajlovič Gara-Žuk, lei insegnante d'arte, lui scultore dilettante, e convertita in un museo. Esso fu inaugurato il 20 gennaio del 1960 e consta di due sale espositive.
- Poco distante dalla casa-museo, nell'agosto del 1966, fu eretto un monumento a figura intera.
- «Kibal'čič» è il nome con cui è stato battezzato un cratere sul lato posteriore della Luna. Le sue coordinate sono: 2°43′12″N 147°10′48″W. Il diametro è di 91,67 km.[88]
- A Kibal'čič sono state intitolate strade in Russia — San Pietroburgo (distretto di Nevskij), Mosca, Lipeck, Taganrog, Kaluga — e in Ucraina — Kiev, Odessa, Char'kov, Černigov, Zaporižžja, Žytomyr, Vinnycja.
- In suo onore sono stati emessi dei francobolli in URSS, nel 1964, e in Ucraina, nel 2002. Nel 1978, gli fu dedicata una busta da lettera illustrata, in russo «XMK» (chudožestvennyj markirovannyj konvert).

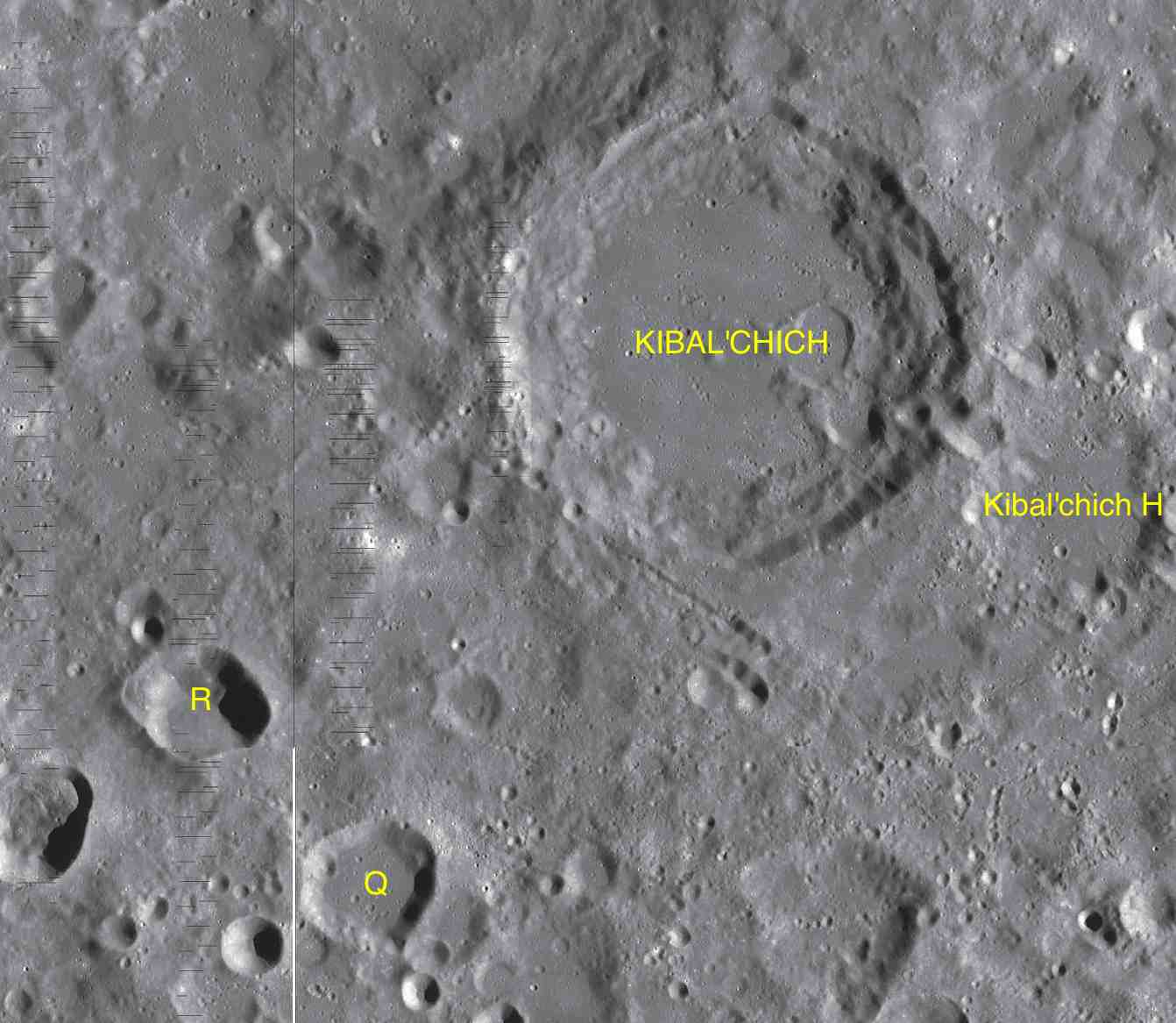
Il cratere sulla Luna
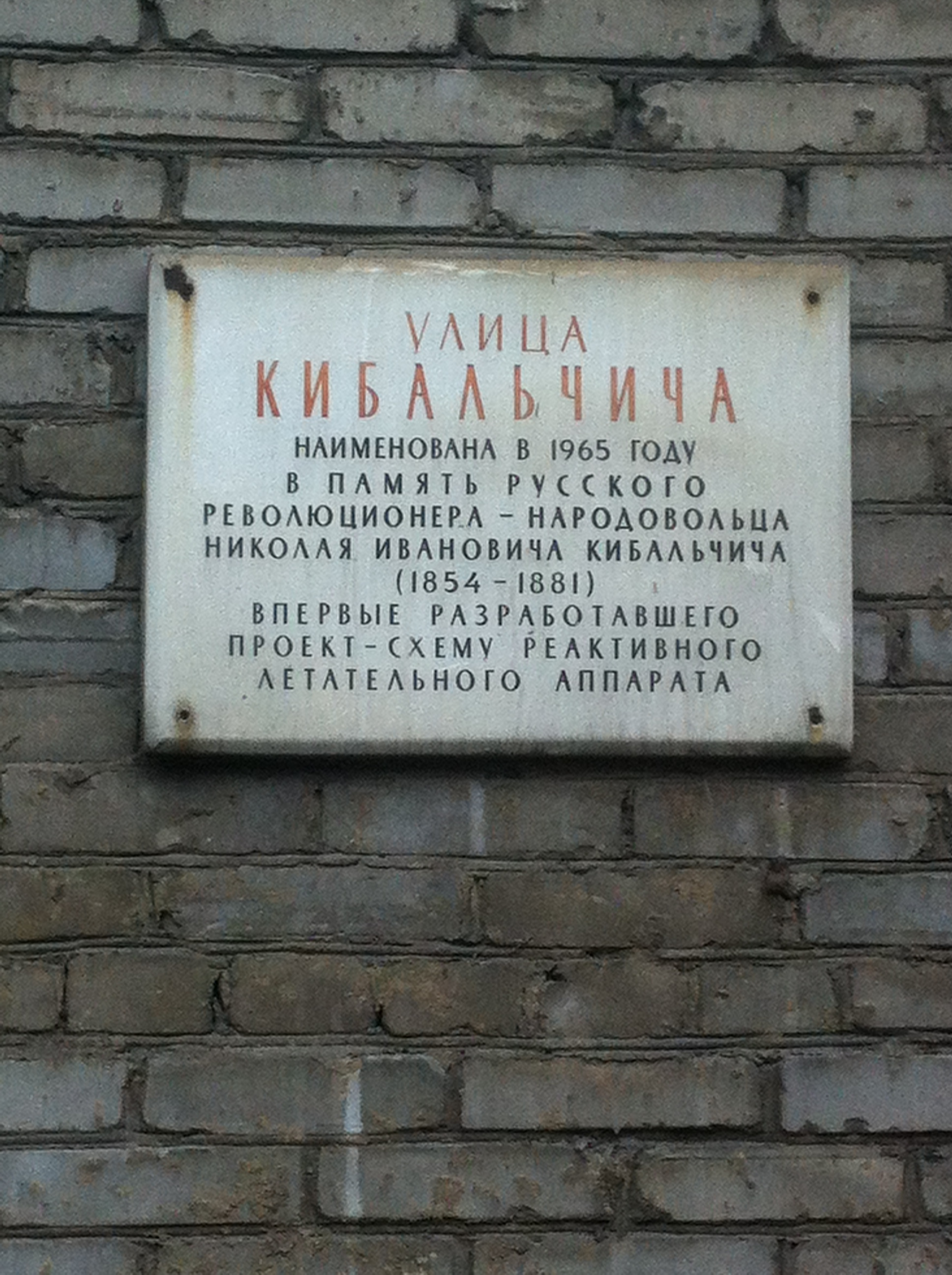
La targa di via Kibal'čič a Mosca. Si può osservare che l'anno di nascita è indicato nell'erroneo 1854, in luogo del corretto 1853
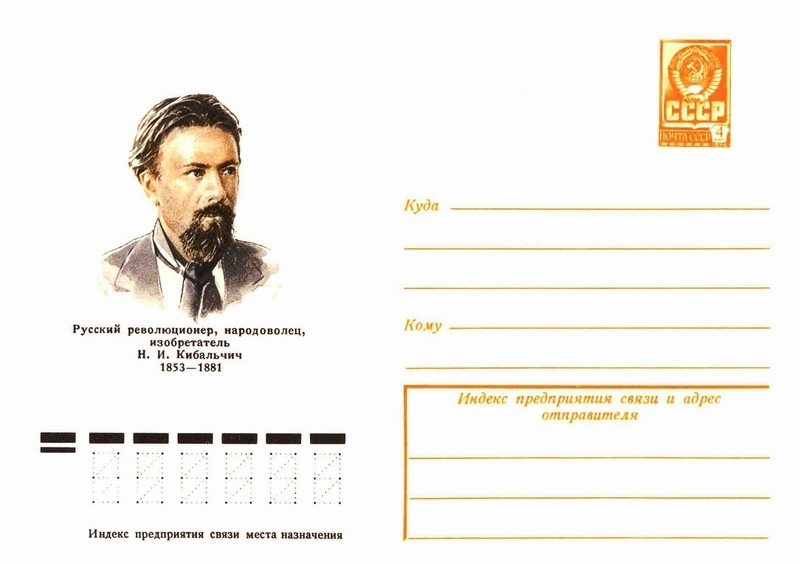
La busta da lettera del 1978. La scritta sotto il ritratto recita: «Il rivoluzionario russo, narodovolec e inventore N. I. Kibal'čič. 1853-1881»
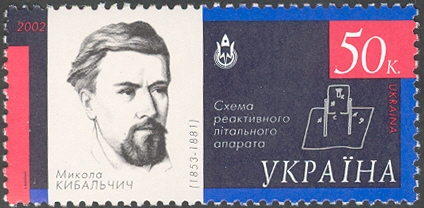
Il francobollo ucraino emesso nel 2002